# Atlantide

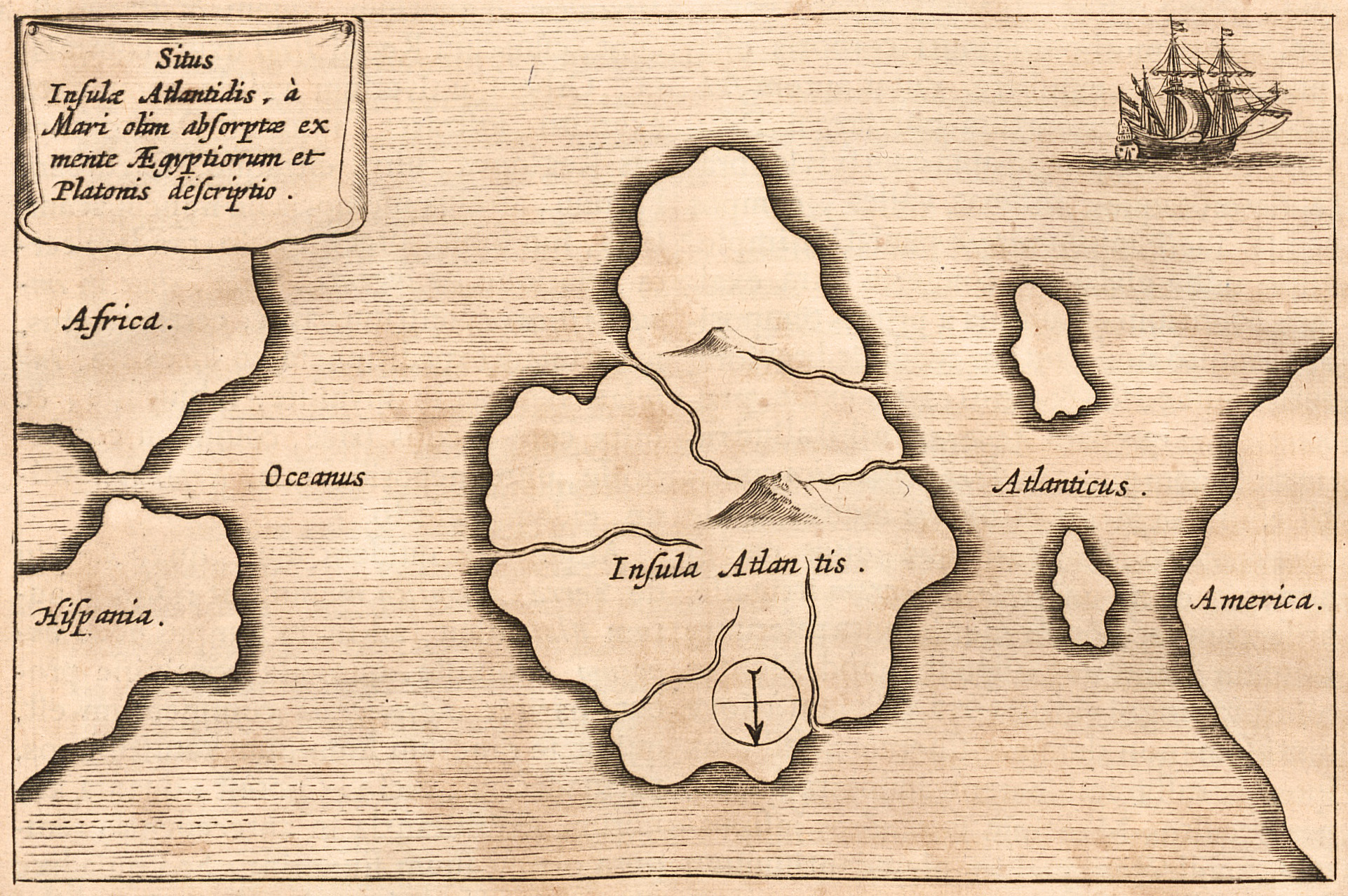
Mappa immaginaria di Atlantide dal Mundus Subterraneus di Athanasius Kircher, pubblicato ad Amsterdam nel 1665 (la mappa è orientata con il nord verso il basso)

Atlantide (in greco antico: Ἀτλαντὶς νῆσος?, Atlantìs nêsos, "isola di Atlante") è un'isola leggendaria, il cui mito è menzionato per la prima volta nel IV secolo a.C. da Platone nei dialoghi Timeo (17a-27b) e Crizia.
Secondo il racconto di Platone, oltre le Colonne d'Ercole ci sarebbe stata una serie di piccole isole che attraversavano un immenso mare fino a un grande continente a dirimpetto nel quale prosperava una potenza marittima denominata Atlantide che avrebbe conquistato anche molte parti mediterranee dell'Europa occidentale fino all'Etruria a nord e del Nordafrica fino all'Egitto a sud, novemila anni prima del tempo di Solone (cioè approssimativamente nel 9600 a.C.). Dopo avere fallito l'invasione di Atene, Atlantide sarebbe sprofondata "in un singolo giorno e notte di disgrazia" per opera di Poseidone. Il nome dell'isola-continente deriva da quello di Atlante, leggendario governatore dell'oceano Atlantico, figlio di Poseidone, che sarebbe stato anche, secondo Platone, il primo re della potenza marittima.
La descrizione geografica apparentemente indica oltre all'isola Atlantide anche l'America, citata come un vero continente circondato da un vero mare, in contrapposizione al mar Mediterraneo, definito "un porto di angusto ingresso".
Essendo una storia funzionale ai dialoghi di Platone, Atlantide è generalmente vista come un mito concepito dal filosofo greco per illustrare le proprie idee politiche. Benché la funzione di Atlantide sembri chiara alla maggior parte degli studiosi, essi disputano su quanto e come il racconto di Platone possa essere ispirato da eventuali tradizioni più antiche. Alcuni argomentano che Platone si basò sulla memoria di eventi passati, come l'eruzione vulcanica di Thera o la guerra di Troia, mentre altri insistono che trasse ispirazione da eventi contemporanei, come la distruzione di Elice nel 373 a.C. o la fallita invasione ateniese della Sicilia nel 415-413 a.C.
La possibile esistenza di un'autentica Atlantide venne attivamente discussa durante l'antichità classica, ma fu generalmente rigettata e occasionalmente parodiata da autori posteriori. Quasi ignorata nel Medioevo, la storia di Atlantide fu riscoperta dagli umanisti nell'era moderna. La descrizione di Platone ha ispirato le opere utopiche di numerosi scrittori rinascimentali, come La nuova Atlantide di Bacone. Al tema sono state dedicate alcune migliaia di libri e saggi. Atlantide ispira la letteratura contemporanea, soprattutto quella fantasy, ma anche la fantascienza, i fumetti, i film e i videogiochi, essendo divenuta sinonimo di ogni e qualsiasi ipotetica civiltà perduta nel remoto passato.

## I dialoghi di Platone

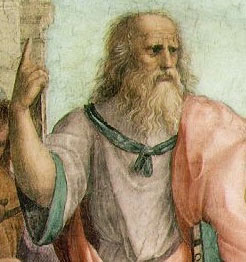
Platone dipinto da Raffaello (Stanza della Segnatura, Palazzi Pontifici, Vaticano)

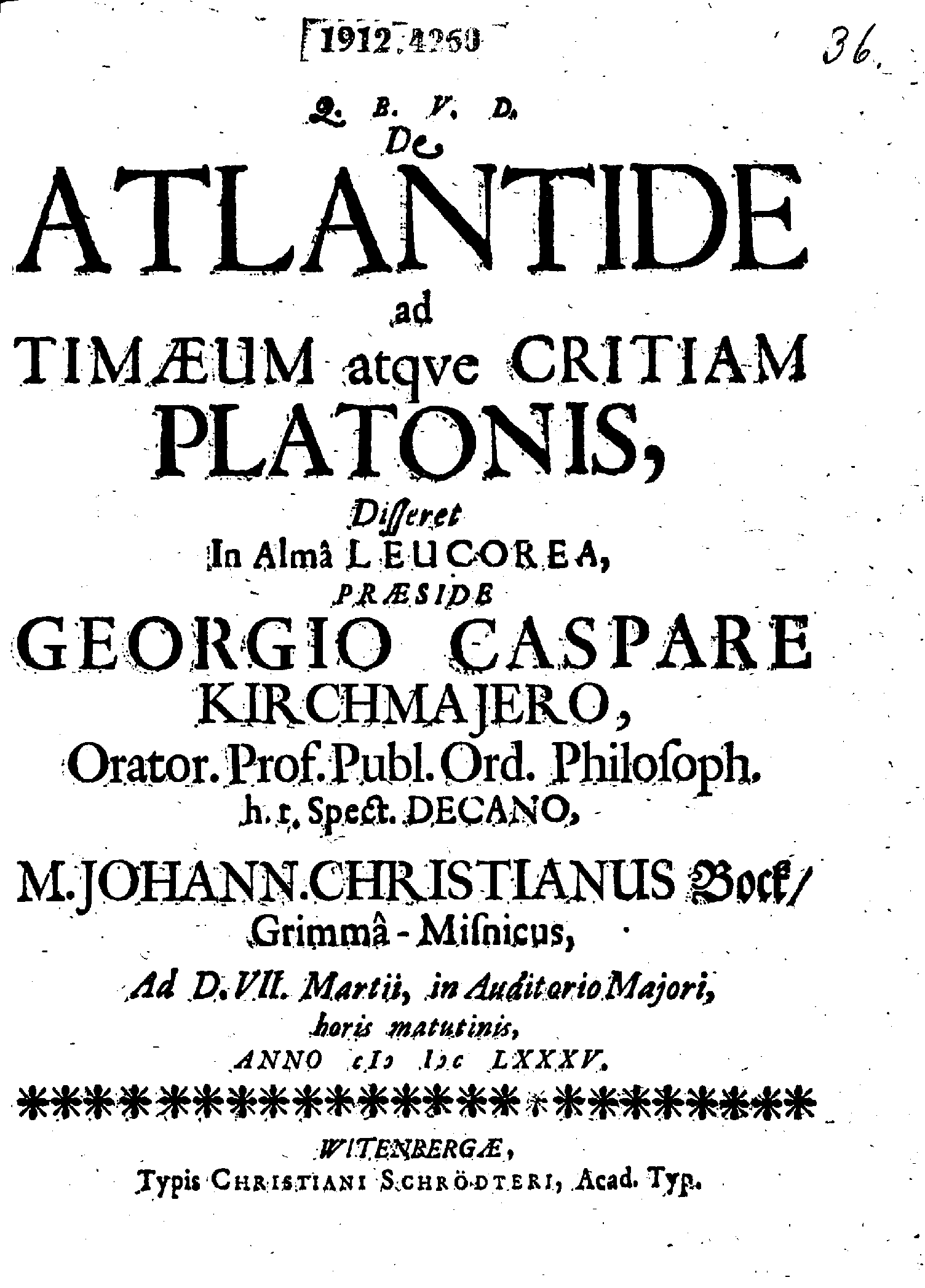
De Atlantide ad Timaeum atque Critiam Platonis (Johann Christian Bock, 1685)

I dialoghi di Platone Timeo e Crizia, scritti intorno al 360 a.C., contengono i primi riferimenti ad Atlantide. Platone introduce Atlantide nel Timeo (17-27):
[...]
In tempi successivi, però essendosi verificati terribili terremoti e diluvi, nel corso di un giorno e di una notte, tutto il complesso dei vostri guerrieri di colpo sprofondò sotto terra, e l'Isola di Atlantide, allo stesso modo sommersa dal mare, scomparve. (25C-D)»
(Platone, Timeo.)
I quattro personaggi che compaiono in entrambi i dialoghi di Platone sono due filosofi, Socrate e Timeo di Locri, e due politici, Ermocrate e Crizia, benché il solo Crizia parli di Atlantide. Nelle sue opere Platone fa ampio uso dei dialoghi socratici per discutere di posizioni contrarie nel contesto di una supposizione.
Nel Timeo, all'introduzione segue un resoconto della creazione e della struttura dell'universo e delle antiche civiltà. Nell'introduzione Socrate riflette sulla società perfetta, già descritta in Platone nella Repubblica (c. 380 a.C.), chiedendo se lui e i suoi ospiti possano ricordare una storia che esemplifica tale società. Crizia menziona un racconto storico che presumibilmente avrebbe costituito l'esempio perfetto e prosegue descrivendo Atlantide, come riportato nel Crizia. Nel suo racconto, l'antica Atene sembra costituire la "società perfetta" e Atlantide la sua avversaria, che rappresentano l'antitesi dei tratti "perfetti" descritti nella Repubblica.
Secondo Crizia, le antiche divinità divisero la Terra in modo che ogni dio potesse avere un lotto; a Poseidone fu lasciata, secondo i suoi desideri, l'isola di Atlantide. L'isola era più grande dell'antica Libia (Nord Africa) e dell'Asia Minore (Anatolia) messe assieme, ma in seguito venne affondata da un terremoto e diventò un banco di fango impraticabile, impedendo di viaggiare in qualsiasi parte dell'oceano. Gli Egiziani, affermava Platone, descrivevano Atlantide come un'isola composta per lo più di montagne nella parte settentrionale e lungo la costa, "mentre tutt'intorno alla città vi era una pianura, che abbracciava la città ed era essa stessa circondata da monti che discendevano fino al mare, piana e uniforme, tutta allungata, lunga tremila stadi [circa 555 km] sui due lati e al centro duemila stadi [circa 370 km] dal mare fin giù. [...] a una distanza di circa cinquanta stadi [9 km], c'era un monte, di modeste dimensioni da ogni lato [...] L'isola, nella quale si trovava la dimora dei re, aveva un diametro di cinque stadi" [circa 0,92 km].
Nel Timeo si racconta di come Solone, giunto in Egitto, fosse venuto a conoscenza da alcuni sacerdoti egizi di un'antica battaglia avvenuta tra gli Atlantidei e gli antenati degli Ateniesi, che avrebbe visto vincenti i secondi. Secondo i sacerdoti, Atlantide era una monarchia assai potente, con enormi mire espansionistiche. Situata geograficamente oltre le Colonne d'Ercole, politicamente controllava l'Africa fino all'Egitto e l'Europa fino all'Italia. Proprio nel periodo della guerra con gli Ateniesi un immenso cataclisma fece sprofondare l'isola nell'oceano, distruggendo per sempre la civiltà di Atlantide.

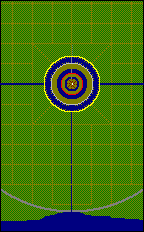
Pianta schematica della capitale di Atlantide basata sulla descrizione di Platone

Nel dialogo successivo, il Crizia, rimasto incompiuto, Platone descrive più nel dettaglio la situazione geopolitica di Atlantide, collocando il tutto novemila anni prima.
Crizia racconta che il dio Poseidone s'innamorò di Clito, una fanciulla dell'isola, e «recinse la collina dove ella viveva, alternando tre zone di mare e di terra in cerchi concentrici di diversa ampiezza, due erano fatti di terra e tre d'acqua», rendendola inaccessibile agli uomini, che all'epoca non conoscevano la navigazione. Rese inoltre rigogliosa la parte centrale, occupata da una vasta pianura, facendovi sgorgare due fonti, una di acqua calda e l'altra di acqua fredda. Poseidone e Clito ebbero dieci figli, il primo dei quali, Atlante, sarebbe divenuto in seguito il governatore dell'impero. La civiltà atlantidea divenne una monarchia ricca e potente e l'isola fu divisa in dieci zone, ognuna governata da un figlio del dio del mare e dai relativi discendenti. La terra generava beni e prodotti in abbondanza, e sull'isola sorgevano porti, palazzi reali, templi e altre maestose opere. Al centro della città vi era il santuario di Poseidone e Clito, lungo uno stadio (177 metri), largo tre pletri e alto in proporzione, rivestito di argento al di fuori e di oricalco, oro e avorio all'interno, con al centro una statua d'oro di Poseidone sul suo cocchio di destrieri alati, che arrivava a toccare la volta del tempio.
Ognuno dei dieci re governava la propria regione di competenza, e tutti erano legati gli uni agli altri dalle disposizioni previste da Poseidone e incise su una lastra di oricalco posta al centro dell'isola, attorno a cui si riunivano per prendere decisioni che riguardavano tutti. Crizia descrive anche il rituale da eseguire prima di deliberare, che prevedeva una caccia al toro armati solo di bastoni e una libagione con il sangue dell'animale ucciso, seguita da un giuramento e da una preghiera. La virtù e la sobrietà dei governanti durò per molte generazioni, finché il carattere umano ebbe il sopravvento sulla loro natura divina. Caduti preda della bramosia e della cupidigia, gli abitanti di Atlantide si guadagnarono l'ira di Zeus, il quale chiamò a raccolta gli dei per deliberare sulla loro sorte.
Le notizie che Platone narra di Atlantide provengono molto probabilmente dalla tradizione greca, da Creta e forse dall'Egitto e da altre fonti perdute, il tutto reinterpretato letterariamente dal filosofo.
È anzitutto evidente il punto di vista da cui viene narrato il mito, che pone al centro la città di Atene, simbolo di sobrietà e rigore, ma oltre all'immediato paragone con la polis corrotta dell'epoca di Platone, è riscontrabile nel dialogo una proposta utopica, che si esprime nella contrapposizione delle due città, a cui corrispondono due diverse concezioni del modello divino.
Sia l'Atene primitiva, suddivisa in aree da coltivare e abitata da contadini e artigiani, sia la ricca e potente Atlantide sono infatti rappresentazioni del modello divino tratteggiato nel Timeo, cui la città "storica" deve guardare nella sua organizzazione politica ed economica; la loro decadenza invece, sentenziata da cataclismi naturali e, nel caso di Atlantide, dovuta alla cupidigia degli uomini, è un palese richiamo alla corruzione degli Stati già descritta nella Repubblica. In analogia con la struttura del Timeo, la seconda parte del Crizia avrebbe dovuto descrivere la realtà intermedia tra il logos e il disordine, con un chiaro riferimento alla situazione delle poleis nel decennio tra il 360 e il 350 a.C., caratterizzata da scontri tra un centro e l'altro per il controllo dei traffici commerciali: decaduta anch'essa dopo la scomparsa della città rivale, l'Atene del mito avrebbe potuto salvarsi dall'inesorabile declino solo rivolgendosi a leggi ispirate al bene.

## Ricezione e teorie

### Antichità
Al di fuori dei dialoghi Timeo e Crizia di Platone, non esistono testimonianze concrete su Atlantide.
Nonostante alcuni nell'antichità avessero ritenuto un fatto storico il racconto riportato da Platone, il suo allievo Aristotele non diede peso alla cosa, liquidandola come un'invenzione del maestro. Ad Aristotele è infatti attribuita la frase "L'uomo che l'ha sognata, l'ha anche fatta scomparire."

Alcuni autori antichi videro Atlantide come frutto dell'immaginazione, mentre altri credettero fosse reale. Il primo commentatore di Platone, il filosofo Crantore da Soli, allievo di Senocrate, a sua volta allievo di Platone, è spesso citato come esempio di autore che ritenne la storia un fatto autentico, in quanto gli fu riferito di cronache su Atlantide scritte sulle stele dell'antico tempio di Sais in Egitto. Proclo riferisce in proposito: 
(Proclo, Commento al Timeo di Platone Libro I, 76, 1-15)
 L'opera di Crantore, un commento al Timeo di Platone, è perduta, ma essa è nota grazie alla suddetta testimonianza di Proclo, che ne scrisse sette secoli dopo. Un altro filosofo dell'antichità che credette nell'esistenza del luogo mitico citato da Platone fu Posidonio di Rodi (II-I secolo a.C.), secondo quanto riferisce Strabone.
Il racconto di Platone sull'Atlantide può inoltre avere ispirato imitazioni parodiche: scrivendo solo pochi decenni dopo il Timeo e Crizia, lo storico Teopompo di Chio narrò di una terra in mezzo all'oceano conosciuta come Meropide (ovvero terra di Merope). Questa descrizione era inclusa nel libro VIII della sua voluminosa Filippica, che contiene un dialogo tra re Mida e Sileno, un compagno di Dioniso. Sileno descrive i Meropidi, una razza di uomini che crescevano al doppio dell'altezza normale e abitavano due città sull'isola di Meropis (Cos?): Eusebes (Εὐσεβής, "città pia") e Machimos (Μάχιμος, "città combattente"). Egli inoltre scrive che un'armata di dieci milioni di soldati attraversarono l'oceano per conquistare Iperborea, ma abbandonarono tale proposito quando si resero conto che gli Iperborei erano il popolo più fortunato del mondo. Heinz-Günther Nesselrath ha argomentato che questi e altri dettagli della storia di Sileno sono intesi come imitazioni ed esagerazioni della storia di Atlantide, allo scopo di esporre al ridicolo le idee di Platone.
Zotico, un filosofo neoplatonico del III secolo d.C., scrisse un poema epico basato sul racconto di Platone.
Diodoro Siculo (I secolo a.C.) - confermato sostanzialmente da Plinio il Vecchio (I secolo d.C.) - collocava la capitale di Atlantide a Kerne, avamposto cartaginese sulla costa atlantica dell'Africa fondato da Annone il Navigatore: probabilmente nel Río de Oro, ex Sahara spagnolo.
Lo storico romano del IV secolo d.C. Ammiano Marcellino, dissertando sulle perdute opere di Timagene, uno storico attivo nel I secolo a.C., scrive che i Druidi della Gallia riferirono che parte degli abitanti di quella terra erano migrati lì da isole lontane. Alcuni hanno inteso che si parlasse di sopravvissuti di Atlantide giunti via mare nell'Europa occidentale, ma Ammiano in realtà parla di "isole e terre oltre il Reno", un'indicazione che gli immigrati in Gallia vennero dal Nord (Britannia, Olanda o Germania).
Secondo Diodoro Siculo, comunque, i Celti che venivano dall'oceano adoravano gli dei gemelli Dioscuri che apparvero loro provenienti dall'oceano.
Durante il Medioevo l'argomento fu pressoché ignorato. Un trattato ebraico sull'astronomia computazionale datato al 1378-1379, apparentemente una parafrasi di una precedente opera islamica a noi ignota, allude al mito di Atlantide in una discussione concernente la determinazione dei punti zero per il calcolo della longitudine.

### Epoca moderna

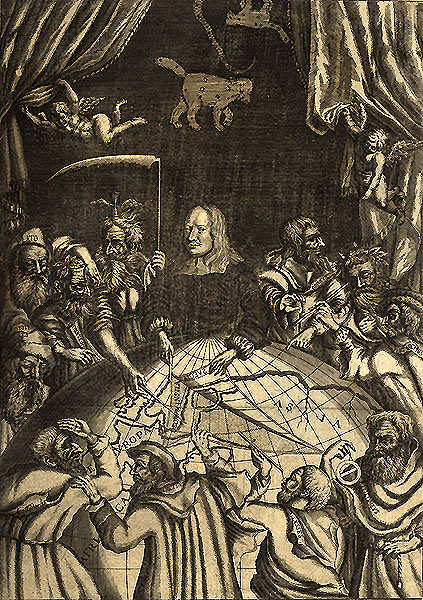
Olaus Rudbeck (1630 – 1702) svela la "verità" su Atlantide ai suoi "predecessori" Esiodo, Platone, Aristotele, Apollodoro, Tacito, Odisseo, Tolomeo, Plutarco e Orfeo. Da Atland eller Manheim, 1679-89

Riscoperta dagli umanisti nell'era moderna, la storia di Platone ha ispirato le opere utopiche di numerosi scrittori dal Rinascimento in poi. La scoperta dell'America, inoltre, pose subito il problema di una qualche sua conoscenza previa, e dunque anche il problema della discendenza e dell'origine dell'umanità americana del tutto inaspettata nella cultura europea dell'epoca.
Bartolomé de Las Casas sostenne che la stessa impresa di Cristoforo Colombo era stata sollecitata dal desiderio di vagliare il mito dell'esistenza di Atlantide. Nel capitolo ottavo della sua Historia de las Indias, Las Casas scriveva che Colombo sperava di raggiungere le Indie anche appoggiandosi a isole che erano ciò che restava del mitico continente. In generale, con la scoperta dell'America il mito platonico venne utilizzato, con indirizzi diversi, per rispondere alla questione della legittimità dei possedimenti coloniali, nonché al problema dell'inquadramento storico delle popolazioni native. Agustín de Zárate (1514-1560; Historia del descubrimiento y conquista de la provincia del Perú, 1555) opinò che il racconto platonico andasse preso alla lettera e che, di conseguenza, Francisco Pizarro derivasse la propria autorità di governatore del Perù dalla corona spagnola e non da una cessione di diritti da parte dei capi indigeni. Ammettere l'autenticità del continente di Atlantide significava infatti concepire la possibilità di un passaggio, tramite esso, dei discendenti di Noè dall'Europa all'America. Viceversa, Francisco López de Gómara (1511-1566; Historia general de las Indias, 1552-1553), nell'intento di difendere la legittimità delle conquiste messicane di Hernán Cortés, identificava Atlantide con il Nuovo Mondo. Infatti, su terre così antiche poteva vantare un diritto dinastico solo chi le aveva conquistate. In tal modo, però, l'origine delle popolazioni che le abitavano risultava scarsamente ricollegabile al ceppo di Adamo ed Eva, e ciò lasciava spazio a un pericoloso poligenismo.
La nuova Atlantide di Francesco Bacone del 1627 descrive una società utopica, chiamata Bensalem, collocata al largo della costa occidentale americana. Un personaggio del libro sostiene che la popolazione proveniva da Atlantide, fornendo una storia simile a quella di Platone e collocando Atlantide in America. Non è chiaro se Bacone intendesse l'America settentrionale o quella meridionale.
Lo scienziato Olaus Rudbeck (1630–1702) scrisse nel 1679-1702 Atlantica (Atland eller Manheim), un lungo trattato dove sostenne come la propria patria, la Svezia, fosse la perduta Atlantide, la culla della civiltà, e come lo svedese fosse la lingua di Adamo, da cui si sarebbero evoluti il latino e l'ebraico.
The Chronology of the Ancient Kingdoms Amended (1728, postumo) di Isaac Newton studia una varietà di collegamenti mitologici con Atlantide.

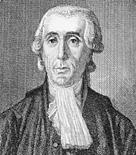
Jean Sylvain Bailly (1736-1793)

Verso la fine del Settecento l'astronomo e letterato francese Jean Sylvain Bailly tornò a parlare di Atlantide, nelle sue opere più importanti, tra cui l'Histoire de l'astronomie ancienne (1775) e le Lettres sur l'Atlantide de Platon (1779). Egli unì la tradizione di Atlantide al mito di Iperborea, una leggendaria civiltà nordica di cui Erodoto e altri storici antichi avevano lasciato delle testimonianze. Bailly sosteneva infatti la tesi secondo cui un'Atlantide nordica fosse la civiltà originaria del genere umano, che essa avesse inventato le arti e le scienze e che avesse "civilizzato" i Cinesi, gli Indiani, gli Egizi e tutti i popoli dell'antichità. Egli posizionò questo popolo primordiale nel lontano nord dell'Eurasia, nell'isola di Spitzbergen, nei pressi della Siberia, argomentando che quelle dovevano essere state le prime terre abitabili quando la Terra, originariamente incandescente e inospitale alla vita secondo le ipotesi paleoclimatiche teorizzate da Buffon e Mairan, aveva incominciato a raffreddarsi. Il costante raffreddamento della Terra le aveva però, successivamente, rese inabitabili e aveva seppellito l'ancestrale territorio di questa civiltà sotto delle lastre di ghiaccio, in modo da perdere completamente le tracce degli Atlantidei, e obbligando i loro discendenti a spostarsi più a sud per colonizzare le altre zone del globo.
Alla metà e nel tardo Ottocento numerosi rinomati studiosi mesoamericani, a partire da Charles-Etienne Brasseur de Bourbourg, tra i quali Edward Herbert Thompson e Augustus Le Plongeon proposero l'idea che Atlantide fosse in qualche maniera correlata alla civiltà maya e alla cultura azteca.

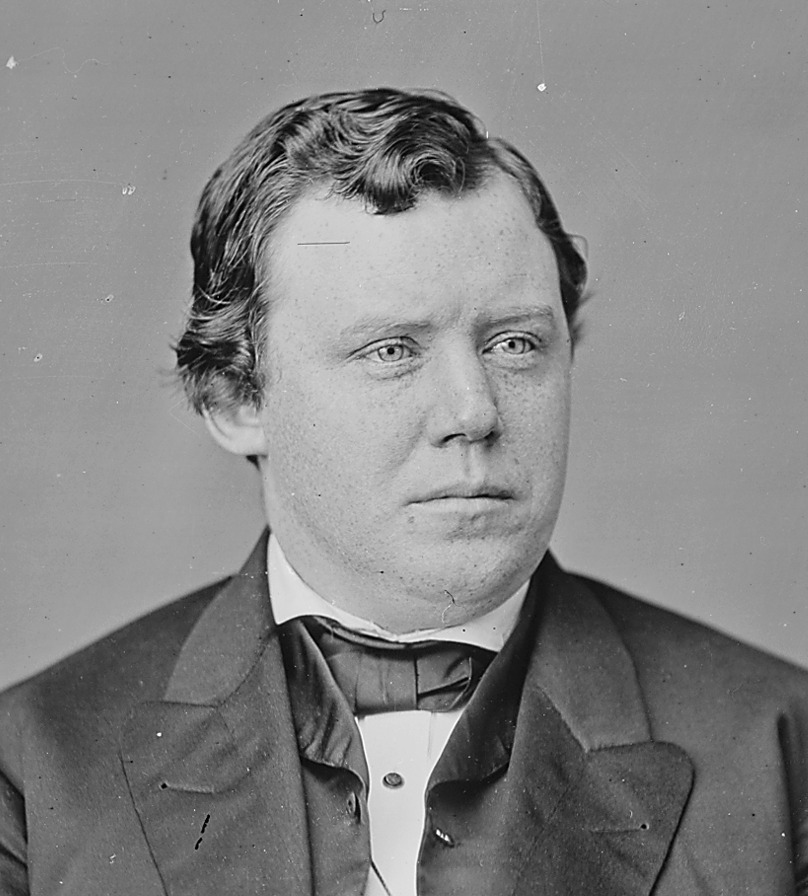
Ignatius L. Donnelly (1831 – 1901)

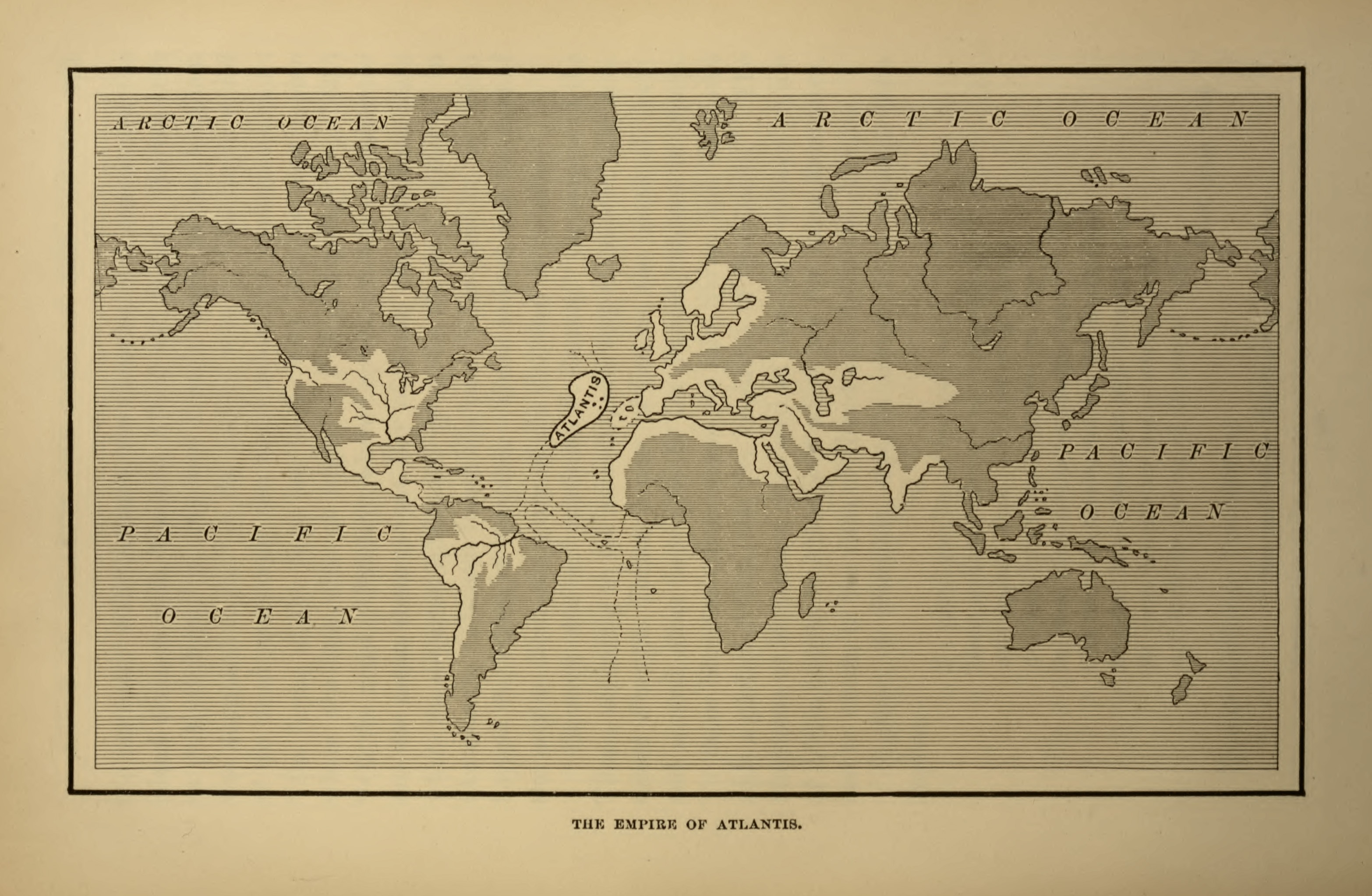
Una mappa che mostra l'ipotetica estensione dell'impero di Atlantide; da Atlantis: the Antediluvian World di Ignatius Donnelly, 1882

La pubblicazione nel 1882 di Atlantis: the Antediluvian World di Ignatius Donnelly stimolò un notevole interesse popolare per Atlantide. Donnelly prese seriamente il resoconto di Platone su Atlantide e tentò di stabilire che tutte le antiche civiltà conosciute discendessero da questa progredita cultura del Neolitico.
Negli antichi geroglifici del Tempio di Edfu dedicato al dio Horus è presente un racconto analogo alla leggendaria Atlantide, descritta da Platone nel Timeo e nel Crizia, basata su un'antica tradizione storica egizia udita dal suo lontano parente Solone. Le iscrizioni riportano ad un periodo arcaico, chiamato "Età degli dei primordiali". Questi dei non erano originariamente egizi, ma vivevano su un'isola sacra, la "Patria dei Primordiali", nel mezzo di un grande oceano. In seguito, in un momento non specificato del passato un cataclisma con inondazioni e incendi colpì l'isola, dove vi erano le «più antiche dimore degli dei», distruggendola e uccidendo la maggior parte dei suoi divini abitanti. Le iscrizioni descrivono che il primo dio originario che governò l'isola era una «divinità morta, il Ka», che viene descritto come il "Dio della Terra". Il termine "Ka" si trova nel papiro Leningrad 1115 del Museo dell'Ermitage a San Pietroburgo, risalente alla XII dinastia (ca. 2000 a.C.), che contiene un racconto in prosa, noto come Il racconto del naufrago.
L'isola era conosciuta anche come la "Casa di Ka", e che «questo Ka che abitava tra i canneti dell'isola». In particolare, nei geroglifici del tempio di Horus si legge di un canale circolare pieno d'acqua, che circondava il territorio sacro originario che si trovava al centro dell'isola, un anello d'acqua che aveva lo scopo di rafforzare e proteggere tale luogo consacrato Ciò è un parallelo diretto con Atlantide, dove il territorio sacro nel quale si ergeva il tempio e il palazzo del dio Poseidone era circondato da un anello d'acqua, posto al centro di altri anelli concentrici separati da anelli di terra, con lo scopo di fortificare e proteggere. Vi é anche un'altra correlazione tra l'inondazione dell'isola di Atlantide, replicato nell'inondazione della Patria dei Primordiali descritta nei testi del tempio di Edfu: «così violento che distrusse la sacra terra… L'acqua primordiale… sommerse l'isola… e l'isola divenne la tomba degli abitanti divini originari…… La Patria finì nell'oscurità al di sotto delle acque primordiali». Anche in questo caso è presente una somiglianza con l'opera di Platone che ci narra di "terremoti e inondazioni di straordinaria violenza", citando i famosi passi «in un giorno e una notte terribili… l'isola di Atlantide venne… inghiottita dal mare e scomparve». Dopo il cataclisma essi «videro solo delle canne che galleggiavano sulla superficie dell'acqua». Vi era anche una grande quantità di fango, una scena che ricorda la descrizione dell'area attorno Atlantide dopo l'inondazione: «quell'area di mare è inaccessibile, essendo la navigazione impedita dal fango presente nei bassifondi, uniche vestigia dell'isola sprofondata».

#### Atlantide nell'occultismo

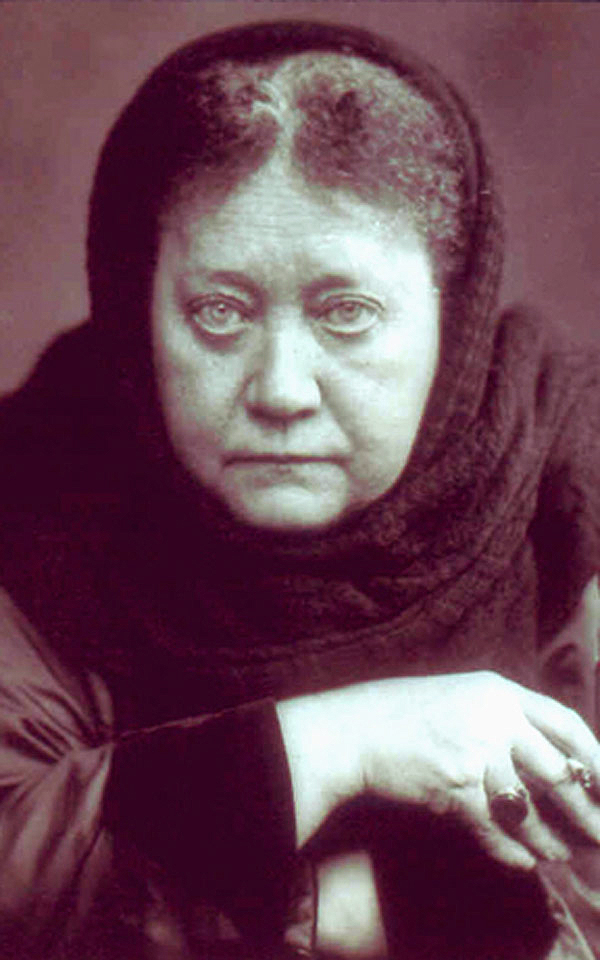
L'occultista Helena Blavatsky

Nel corso della fine dell'Ottocento le idee sulla natura leggendaria di Atlantide si combinarono con storie di altre ipotetiche "terre perdute" nate nel frattempo come Mu e Lemuria. La teosofa Helena Blavatsky, riprendendo parzialmente e sviluppando le tesi di Bailly, scrisse nel suo libro La dottrina segreta (1888) le informazioni contenute in un antico manoscritto perduto intitolato Le Stanze di Dzyan, tra cui le storie degli Atlantidei nordici che sarebbero stati eroi culturali (mentre Platone li descrive dediti principalmente alle arti militari), e che erano la quarta "razza radicale" (Root Race) dopo quella polare, iperborea e lemurica, a cui sarebbe ora succeduta la quinta e attuale "razza ariana": questa sarebbe dunque composta da persone che avrebbero già vissuto, in vite precedenti, su quel continente remoto.
Le rivelazioni della Blavatsky e di altri teosofi come Annie Besant, Charles Webster Leadbeater, Rudolf Steiner, derivanti da indagini occulte nell'akasha condotte tramite presunte capacità chiaroveggenti, contribuirono a diffondere una concezione di Atlantide come del luogo primordiale della sapienza e della civiltà umane.
Tra i punti in comune delle loro tesi vi era la suddivisione della razza atlantidea in sette sotto-razze, a cui corrispondono sette epoche di sviluppo e di progressiva evoluzione del genere umano. Esse sono:
- I Rmoahals, il cui nome deriva dal loro grido di guerra,[71] furono la prima sotto-razza atlantidea: dominati da impulsi e sentimenti collettivi, i Rmoahals avevano una grande capacità mnemonica con cui compensavano la mancanza di pensiero logico. Animati da una profonda venerazione per la natura, erano capaci di utilizzarne le forze vitali per trasformarle in energie motrici. La condivisione delle memorie collettive portò i primi Atlanti allo sviluppo del linguaggio: la parola, originariamente dotata di potere magico e sacrale (in grado di far guarire dalle malattie e agire sulla crescita delle piante)[72], fece così la sua comparsa tra gli uomini.[73]
- I Tlavatli, succeduti ai Rmoahals, svilupparono ulteriormente la forza evocativa della memoria ma anche deviandola verso l'ambizione: si cominciarono a venerare gli antenati e le gesta delle persone ritenute valorose.[73]
- I Tolteki, terza sotto-razza atlantidea, presero a unirsi in gruppi accomunati non più da simpatie naturali, ma dal ricordo dei propri eroi e condottieri, le cui qualità venivano trasmesse per via ereditaria ai discendenti. Nacquero fiorenti comunità, insieme con un nuovo culto della personalità, incoraggiata dai maestri delle scuole iniziatiche, che godevano allora di una venerazione sconfinata, essendo diretti portavoce degli dei. Lo splendore della civiltà tolteka è quella narrata nei dialoghi di Platone.[73]
- I Turani primitivi svilupparono a tal punto l'ambizione da tramutarla in egoismo: la capacità atlantidea di dominare le forze della natura venne abusata con conseguenze nefaste. L'uso sfrenato del potere a fini personali degenerò in pratiche di magia nera che, opponendosi l'un l'altra, condussero alla distruzione di Atlantide in un solo giorno e una sola notte come riferito da Platone.[74]
- I Protosemiti riuscirono in parte ad arginare i devastanti effetti delle forze scatenate dalla sotto-razza precedente grazie al primo sviluppo del pensiero logico, in grado di tenere a freno i desideri egoistici. Nacque la facoltà di giudizio, e l'impulso all'azione venne distolto dalla natura esterna, cominciando a essere vagliato interiormente, producendo il germe dell'umanità attuale.[73]
- Gli Accadi svilupparono ulteriormente la forza del pensiero, perdendo così il dominio sui poteri vitali delle piante, acquisendo soltanto il controllo su quelli minerali. L'ordine e l'armonia degli Stati non si ressero più su ricordi comuni, ma sull'elaborazione di leggi in grado di sottomettere il dispotismo individuale. Si dette importanza all'intelligenza e alla capacità di innovazione delle persone, anziché alla vividezza delle loro imprese passate.[73]
- I Mongoli, settima e ultima sotto-razza di Atlantide, raggiunse uno sviluppo del pensiero in grado di connettersi con la potenza degli elementi vitali, su cui si era comunque perso ogni controllo.[73] La caratteristica di abbandonarsi alle forze occulte della vita è quella che si sarebbe in parte mantenuta nelle attuali popolazioni asiatiche, secondo la Besant discendenti dei Turani primitivi che si erano rifugiati in Cina dopo la catastrofe.[75]

Le prime tre razze furono definite rosse, le altre quattro invece bianche. Da un piccolo gruppo della quinta sotto-razza Protosemita, inoltre, il supremo iniziato dell'Oracolo del Sole, conosciuto nella letteratura teosofica come Manu, avrebbe scelto alcuni individui particolarmente progrediti nel pensiero logico per separarli dagli altri e condurli all'interno dell'Asia, dove dare vita alla nuova razza-radicale dell'umanità, quella attuale.

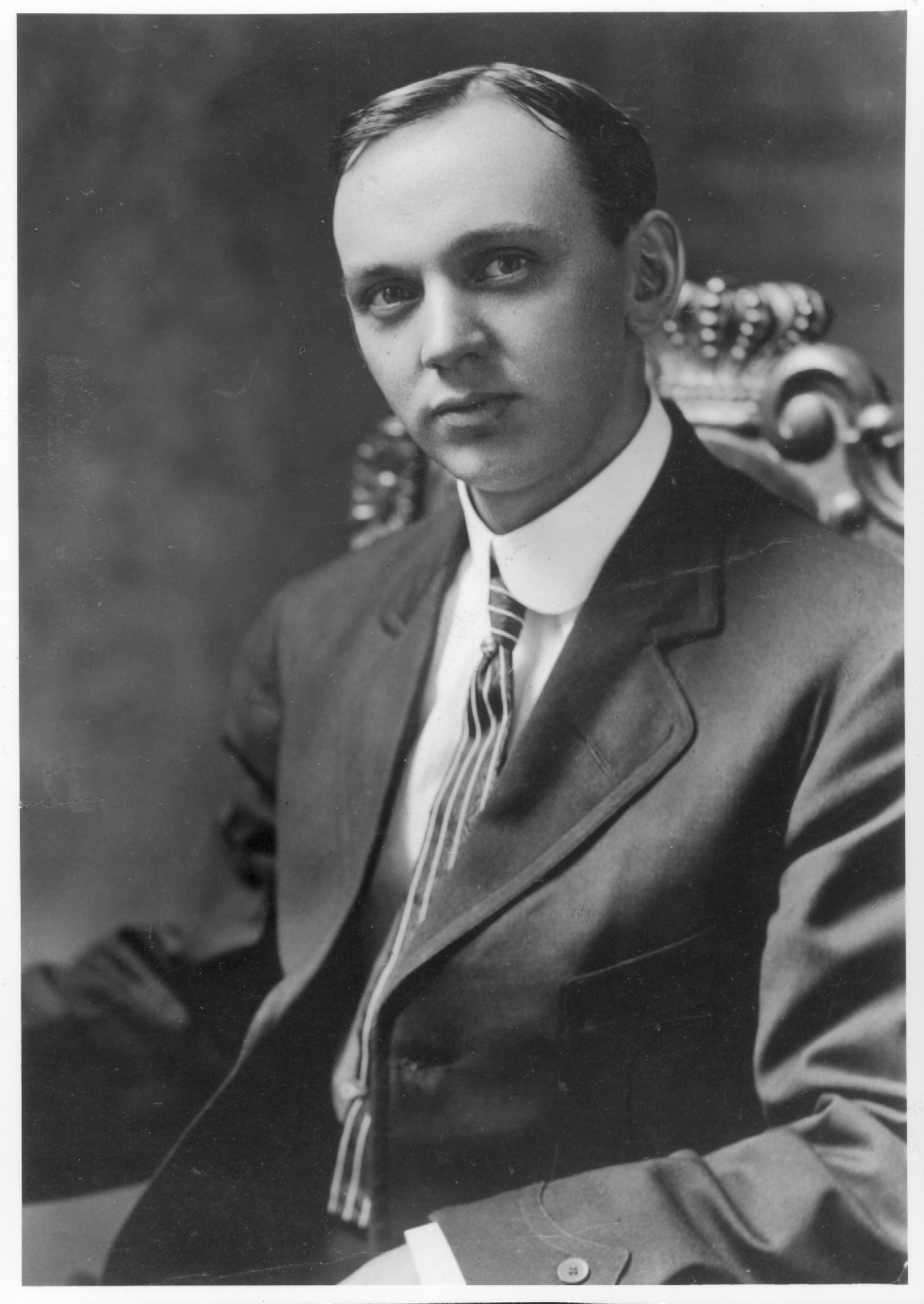
Il sensitivo americano Edgar Cayce (1877-1945)

Dopo la scuola teosofica, sarà il sensitivo americano Edgar Cayce a menzionare Atlantide per la prima volta nel 1923, asserendo in seguito che essa era collocata nei Caraibi e proponendo che fosse un'antica civiltà, altamente evoluta, ora sommersa, dotata di forze navali e aeree mosse da una misteriosa forma di cristallo di energia. Egli predisse inoltre che delle parti di Atlantide sarebbero riemerse nel 1968 o 1969. La Bimini Road, una formazione rocciosa sommersa con pietre rettangolari appena al largo di North Bimini Island, è stata descritta come una possibile prova di questa civiltà.
Si è sostenuto che prima del tempo di Eratostene (250 a.C. circa), autori greci avessero collocato le Colonne d'Ercole nello stretto di Sicilia, ma non ci sono prove di tale ipotesi. Secondo Erodoto (c. 430 a.C.) una spedizione fenicia circumnavigò l'Africa con il benestare del faraone Necho II, navigando a sud sotto il mar Rosso e l'oceano Indiano e verso nord nell'Atlantico, facendo ritorno nel Mediterraneo attraverso le Colonne d'Ercole. La sua descrizione dell'Africa nord-occidentale rende molto chiaro che localizzò le Colonne d'Ercole precisamente dove sono oggi. Malgrado questo, la credenza che le Colonne fossero collocate nello stretto di Sicilia prima di Eratostene è stata citata in alcune ipotesi sulla collocazione di Atlantide.
Il concetto di Atlantide attrasse anche i teorici nazisti. La "teoria del ghiaccio cosmico" (1913) di Hanns Hörbiger (1860-1931) aveva infatti conquistato un vasto appoggio popolare in Germania e venne promossa dal regime nazista per le sue implicazioni razziali. Hörbiger riteneva che la Terra fosse soggetta a periodici cataclismi provocati dalla caduta di una serie di corpi celesti che da comete erano diventati satelliti; la sommersione di Atlantide e di Lemuria sarebbero state provocate dalla cattura dell'attuale satellite della Terra, la Luna. I periodi di avvicinamento dei satelliti avrebbero provocato (per diminuzione della gravità) la nascita di stirpi di giganti di cui parlano la varie mitologie. Alfred Rosenberg (Mito del XX secolo, 1930) parlò di una razza dominante "nordico-atlantiana" o "ariano-nordica".
Nel 1938 l'alto ufficiale Heinrich Himmler (allora capo supremo delle forze dell'ordine del Terzo Reich) organizzò una ricerca in Tibet allo scopo di trovare le spoglie degli Atlantidei bianchi. Julius Evola, in Rivolta contro il mondo moderno (1934), riprendendo chiaramente le tesi di Bailly, identifica in Atlantide uno dei molti riferimenti presenti nelle opere antiche alla sede iperborea, luogo d'origine di esseri "più che umani" regnanti durante l'età dell'oro, a sua volta ritenuta essere il polo nord, ancora non colpito da un clima rigido, ma anzi regione definita "solare".
Da quando la deriva dei continenti divenne largamente accettata nel corso degli anni sessanta, la popolarità di buona parte delle teorie sul "continente perduto" di Atlantide incominciò a svanire, mentre si cominciava ad accettare ampiamente la natura immaginaria degli elementi della storia di Platone.
La studiosa di Platone Julia Annas ha avuto modo di dire al riguardo:
Kenneth Feder fa notare che la storia di Crizia nel Timeo fornisce un indizio importante. Nel dialogo, Crizia dice, riferendosi alla società ipotetica di Socrate:
Feder cita Alfred Edward Taylor, che scrive «Non ci potrebbe essere detto in modo più chiaro che l'intera narrazione della conversazione di Solone con i sacerdoti e la sua intenzione di scrivere il poema su Atlantide sono un'invenzione dell'immaginazione di Platone».

### Atlantide secondo Rudolf Steiner
L'esoterista Rudolf Steiner scrisse in merito ad Atlantide come del quarto grande periodo di evoluzione della Terra, precedente quello attuale. Egli la descrisse come un continente perennemente immerso dentro nebbie e vapori, per la costante presenza di anime in procinto di incarnarsi, e situabile all'incirca dove oggi si trova l'oceano Atlantico; le isole Canarie rappresenterebbero l'ultimo avamposto sopravvissuto dopo che esso sprofondò nel mare.

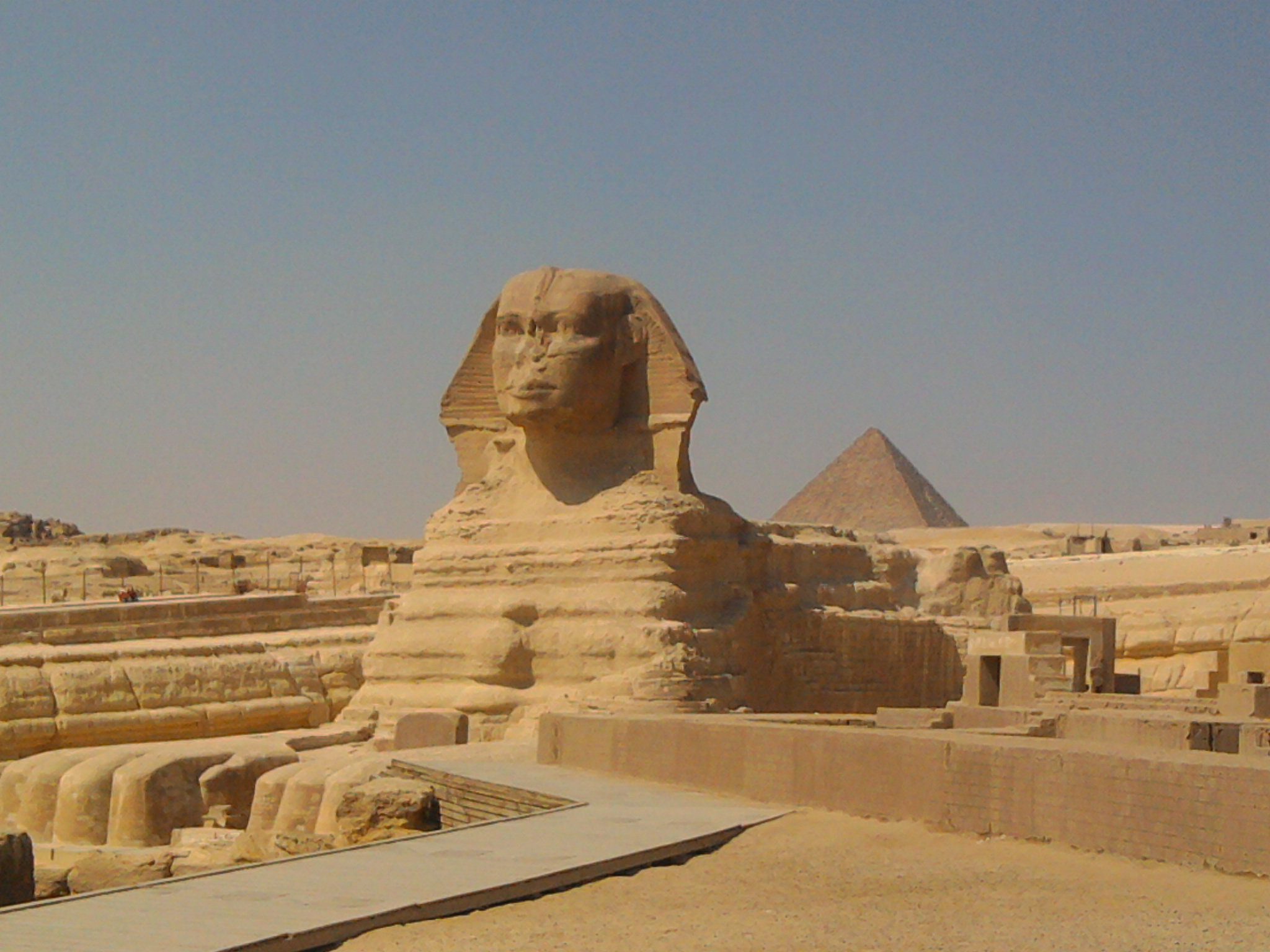
La Sfinge di Giza, il cui corpo di animale discordante rispetto alla testa ricorda secondo Steiner l'aspetto degli uomini atlantidei

Gli Atlantidei avrebbero posseduto facoltà di chiaroveggenza oggi scomparse, in virtù del fatto che all'epoca il loro corpo fisico era piuttosto separato dalle altre componenti spirituali. Questa costituzione favoriva la possibilità che entità più progredite si incarnassero nei loro corpi per guidarli come maestri spirituali all'interno delle scuole iniziatiche, cosa che gli arcangeli mettevano in pratica agendo direttamente in questo modo, oppure che facessero la conoscenza di divinità superiori così come oggi si parla con un'altra persona. La percezione delle cose e pertanto il gusto erano diversi, tanto che allora la musica e il canto erano sviluppati su accordi di settima, all'epoca di Steiner ancora considerati da qualcuno come dissonanze da risolvere in consonanze (oggi invece sono di uso comune).
Nei primi tempi, la consistenza particolarmente "molle" del corpo umano consentiva loro, ad esempio, di allungare elasticamente un arto o le dita a loro piacimento, mentre la vista era meno sviluppata, consentendo di vedere gli oggetti con contorni poco definiti. Il pensiero logico non era ancora sviluppato, ma i suoi limiti erano compensati da un'incredibile memoria con cui gli Atlantidei tenevano a mente ogni dato di esperienza. Steiner fa l'esempio della capacità di risolvere semplici calcoli grazie alla memoria esperienziale.
Un retaggio del modo in cui appariva un individuo di Atlantide, con la parte eterica della testa più evoluta, sovrastante l'aspetto fisico ancora animalesco, secondo Steiner sarebbe visibile tuttora nelle sculture delle Sfingi dell'antico Egitto: la Sfinge rappresenterebbe lo sviluppo incompiuto dell'essere umano, il cui corpo attende di essere modellato dalla testa già compiuta.
Gli Atlantidei vivevano a stretto contatto con la natura, le stesse abitazioni erano formate da oggetti naturali trasformati. L'uomo viveva in piccoli gruppi con un forte senso gerarchico dell'autorità e tenuti assieme da affinità di sangue. Essi possedevano dei veicoli che sfruttavano la combustione delle piante con cui trasformavano la forza vitale in energia in grado di far volare i velivoli. Tuttavia le condizioni in cui si realizzavano tali possibilità tecniche sarebbero state diverse da oggi in quanto sia la densità dell'aria sia la fluidità dell'acqua erano diverse e pertanto di difficile riproducibilità oggi.
Atlantide sarebbe stata distrutta da catastrofi idriche, tuttavia gruppi di Atlantidei sopravvissero, migrando in estremo Oriente da luoghi d'Irlanda, di poi e fino ad oggi sommersi; e Rudolf Steiner afferma inoltre (cfr. il lascito delle sue Conferenze sul Vangelo di Giovanni) che un grande iniziato atlantideo scelse tra codeste genti le individualità più progredite e con loro migrò fino all'odierna regione del Tibet (la quale infatti comprendeva, sino alla caduta dell'Impero cinese, anche la regione ove si colloca il lago Qinghai).

## Le ipotesi sulla collocazione
(L. Sprague de Camp)

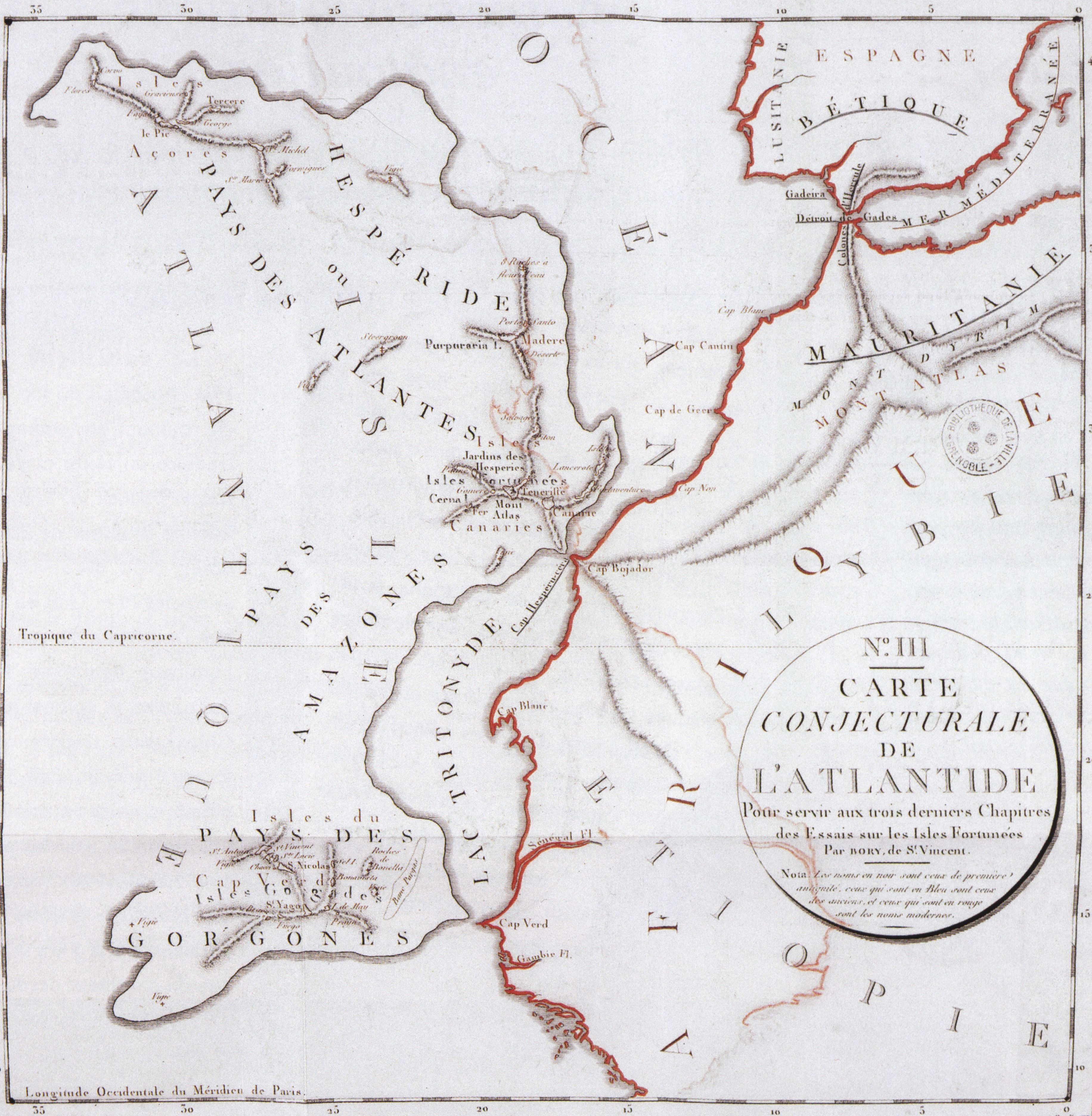
Mappa congetturale di Atlantide di Bory de Saint-Vincent del 1803 che situa l'isola verso le Azzorre, le Canarie e Madera

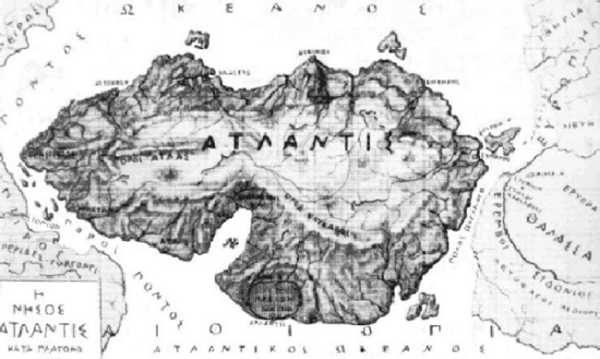
Mappa immaginaria di Atlantide di Patroclus Kampanakis. Originariamente disegnata nel 1891

Sulla scorta di Aristotele e per la mancanza di fonti prima di Platone, si ritiene in genere che il mito di Atlantide sia solo una finzione letteraria, interamente elaborata dal filosofo greco a partire da riferimenti mitologici e dalle proprie idee politiche e filosofiche. Seppure Atlantide in quanto tale appaia solo raramente nei testi greci o latini (e solo come rielaborazione a partire dal racconto di Platone), miti e leggende di continenti o città sommersi sono ricorrenti e, come quello del diluvio universale, appartengono a numerose antiche civiltà e culture. La tradizione antica è in effetti piena di eventi catastrofici.
Alcuni tuttavia hanno cercato di immaginare Atlantide come un luogo realmente esistito, o quantomeno di identificare gli elementi storici e geografici che possono avere originato il racconto di Platone.
Dai tempi di Donnelly, ci sono state dozzine - o meglio centinaia - di proposte di localizzazione per Atlantide, al punto che il suo nome è divenuto un concetto generico, indipendente dal racconto di Platone. Questo è riflesso dal fatto che, in effetti, molti dei siti proposti non sono affatto nell'ambito dell'oceano Atlantico. Si tratta a volte di ipotesi di accademici o archeologi, mentre altre si devono a sensitivi o ad altri ambiti parascientifici. Molti dei siti proposti condividono alcune delle caratteristiche della storia originale di Atlantide (acque, fine catastrofica, periodo di tempo rilevante), ma nessuno è stato né può essere dimostrato come la "vera" Atlantide storica o platonica.
Le ipotesi sull'effettiva collocazione di Atlantide sono le più svariate. Se è vero che Platone nei suoi due dialoghi parla esplicitamente di "un'isola più grande della Libia e dell'Asia Minore messe insieme" (cioè il Nord Africa conosciuto al tempo e l'Anatolia) oltre le Colonne d'Ercole (che si suppone fossero sullo stretto di Gibilterra), alcuni studiosi, vista l'effettiva difficoltà nell'immaginarsi un'isola-continente nell'Atlantico scomparsa in breve tempo senza lasciare pressoché nessuna traccia, hanno proposto collocazioni alternative.

### Africa
Secondo lo scrittore Carlos Alberto Bisceglia, Atlantide era una penisola che partiva dal monte Atlante, in Marocco, fino ad arrivare in un territorio compreso tra Sahara Occidentale e Mauritania, bagnata a nord dal Mediterraneo a ovest dall'oceano Atlantico e a est dal fiume Tamanrasett, oggi scomparso. Il palazzo di Poseidone descritto da Platone sarebbe stato identificato nell'"Occhio del Sahara" o "Struttura di Richat", un cratere di cui non si conosce l'origine, dove sono stati trovati nel suo interno fossili di molluschi databili attraverso il radiocarbonio tra il 13 000 a.C. e il 4730 a.C. (tratto dal libro Homo Reloaded)

### America
Dapprima si è pensato all'America, che in effetti è un continente in mezzo all'oceano (Atlantico) che però ai tempi di Platone non era per nulla conosciuto e che, per quanto se ne sappia, non ha conosciuto cataclismi recenti.
Alcuni hanno voluto vedere, male interpretando le mappe turche dell'America meridionale del primo Cinquecento come la mappa di Piri Reìs, la rappresentazione di Atlantide nell'estremo Sud, proprio dopo la Terra del Fuoco, fra l'America meridionale e l'Antartide. Secondo costoro infatti è probabile che l'Antartide, un tempo terra fertile e rigogliosa, sia stata la sede di Atlantide. I sostenitori di questa ipotesi parlano di resti di vegetazione datati all'analisi al carbonio 14 come risalenti a 50 000 anni fa, lasciando supporre che l'Antartide fosse sgombro dai ghiacci, ma questi dati sono riconosciuti come pseudoscientifici e mai replicati, anche perché tutta la ricerca sull'Antartide (e in particolare i carotaggi nei depositi glaciali) conferma come 50 000 anni fa il continente di ghiaccio fosse prossimo al picco glaciale, e quindi notevolmente più freddo di oggi. Tutta la ricerca storico-scientifica ha visto nelle stesse mappe solo delle rappresentazioni dell'America meridionale, con alcuni errori (anche voluti) assai ben spiegabili nella prassi dell'epoca. Infine altri ancora identificherebbero Atlantide con un altro ipotetico continente perduto, Lemuria, situato fra l'Africa e l'India.
Alcuni, sulla base dell'assonanza dei nomi e di una somiglianza etimologica, hanno accostato Aztlán, la leggendaria terra d'origine degli Aztechi, all'Atlantide narrata da Platone. Il Codice Boturini descrive Aztlán come "un'isola in mezzo a una distesa d'acqua". La teoria, come molte altre analoghe, non ha avuto alcun riscontro scientifico.
Altra ipotetica collocazione è, secondo alcuni tra cui il sensitivo Edgar Cayce, nel mar dei Sargassi: i Fenici, secondo lui, conoscevano le Azzorre e lungo la faglia atlantica non sono sconosciuti casi di emersione e affondamento di isole, anche in tempi storici recenti; si tratta comunque di piccole isole e non di continenti che potessero ospitare fiumi navigabili come nel racconto di Platone.
Il geologo inglese Jim Allen sostiene che Atlantide si trovasse in Bolivia, nell'area dell'Altiplano, basandosi sulla presenza di una piana rettangolare corrispondente alle dimensioni specificate da Platone e di depressioni concentriche ad arco di cerchio subito a est della città di Pampa Aullagas, da lui identificate con i canali della capitale.
In Brasile l'archeologo e antropologo francese Marcel Homet indagò sui resti di un antico popolo che egli riteneva discendere dalla civiltà di Atlantide.

### Polo nord
Il primo a elaborare l'ipotesi di un'Atlantide nordica fu, molto probabilmente, lo svedese Olaus Rudbeck che, nel XVII secolo, posizionò - soprattutto per motivi nazionalistici - il continente perduto in Svezia. Le sue idee furono riprese, modificate e razionalizzate dall'astronomo e letterato francese Jean Sylvain Bailly che, nella seconda metà del Settecento, arrivò a posizionare Atlantide nelle remote regioni siberiane, in prossimità dell'isola di Spitzbergen.

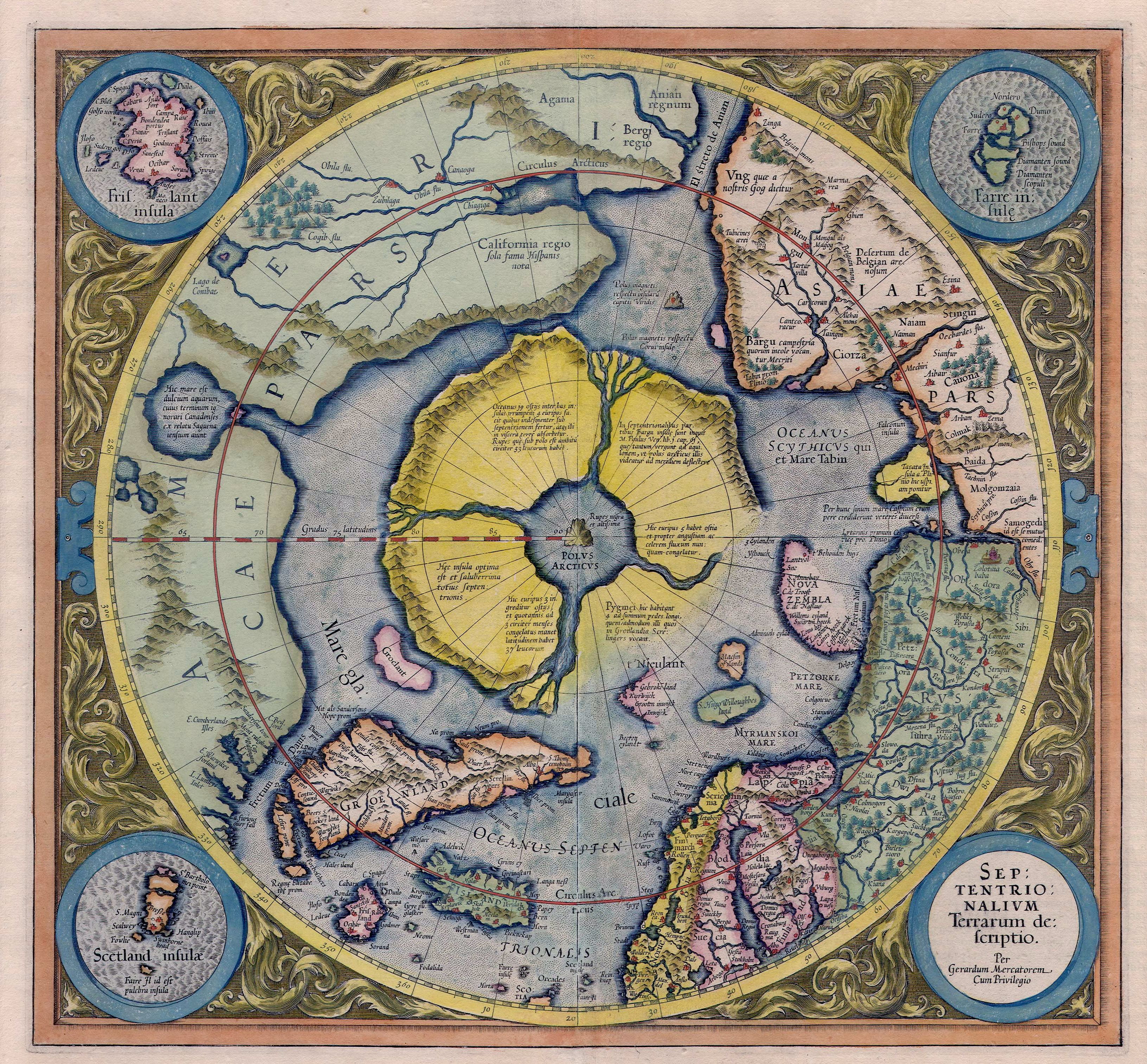
Continente artico sulla mappa di Gerardus Mercator del 1595

Dopo aver descritto dettagliatamente il rapporto di Platone nel Timeo sul continente perduto di Atlantide, e dopo aver considerato quanto era stato detto su questo argomento sia da Sancuniatone, per quanto riguardava la storia dei Fenici, sia da Diodoro Siculo, per la storia greca, Bailly procedette nella sua indagine per dimostrare "scientificamente" che Atlantide non si trovasse né su un'isola opposta alle Colonne d'Ercole e immersa nell'oceano Atlantico (di cui le isole Madeira si supponeva fossero i resti) — come voleva la tradizione — né tra le Canarie e nemmeno nel continente americano. Il popolo atlantideo avrebbe invece abitato, secondo Bailly, le regioni brulle e ghiacciate della Siberia, che - a suo giudizio - in epoche remotissime dovevano essere moderatamente temperate e abbastanza fertili, mentre un caldo torrido affliggeva il resto del globo rendendolo praticamente inabitabile. Tutto questo era previsto dalle ipotesi paleoclimatiche di Mairan e Buffon, secondo cui in passato il clima era globalmente più caldo a causa della maggiore "incandescenza" che la Terra doveva avere primitivamente. Questa "incandescenza" primitiva era poi diminuita nel corso del tempo causando un lento e globale raffreddamento del pianeta. Bailly abbracciava questa teoria che, a suo giudizio, costituiva una prova infallibile alle sue ipotesi sul posizionamento di Atlantide.

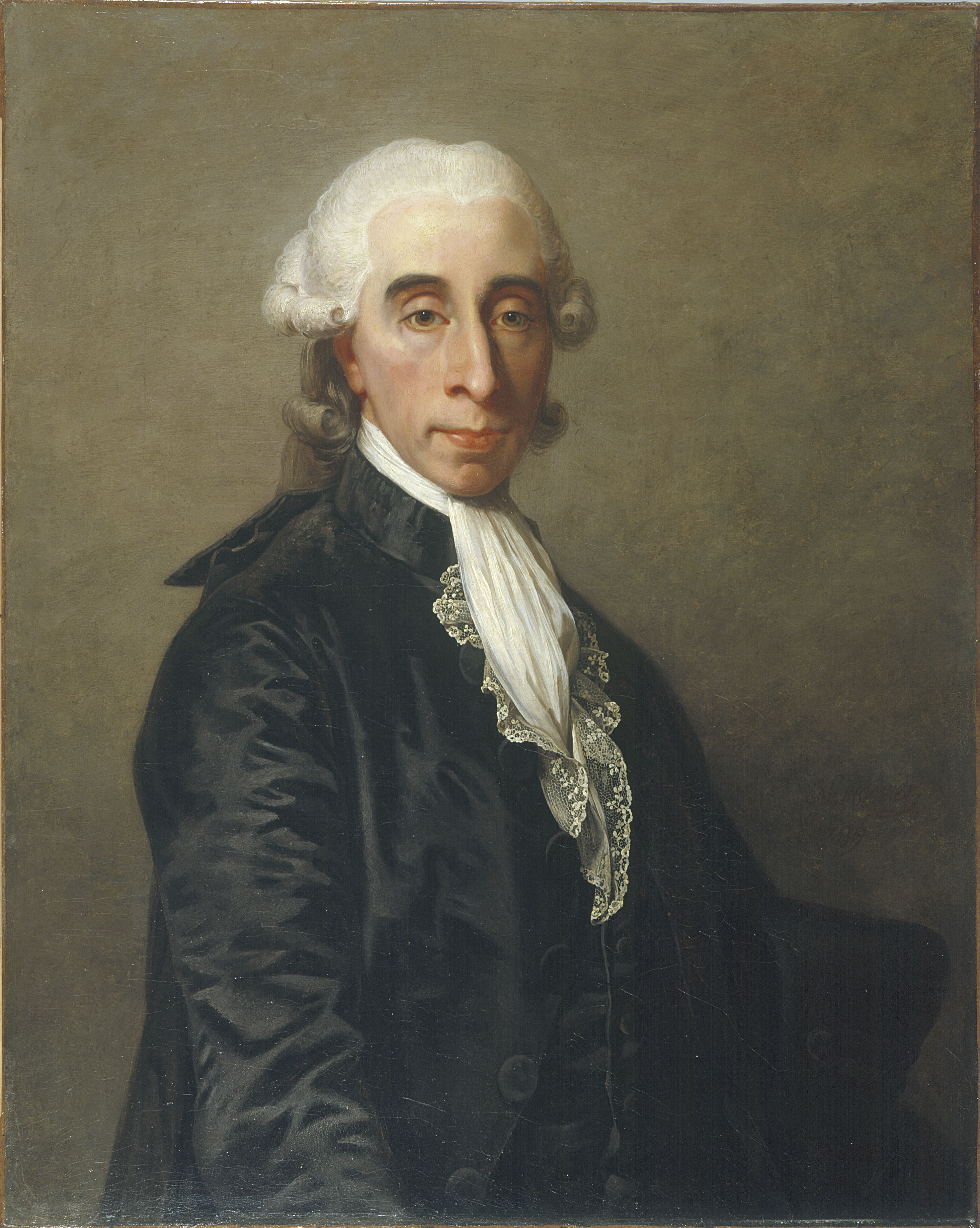
Jean Sylvain Bailly ritratto da Jean-Laurent Mosnier (1789)

La Siberia infatti, secondo l'ipotesi di Bailly, anticamente doveva essere ben più calda e quindi abitabile, mentre le zone equatoriali dovevano essere praticamente incandescenti, inabitabili e quindi inabitate. Perciò non poteva che ricercarsi a nord l'origine dell'umanità e dunque l'origine delle scienze.
Le remote regioni tartariche, o quelle artiche furono di conseguenza la sede primitiva della scienza, la dimora della più antica razza umana, i celebri Atlantidei che, nei secoli successivi, discendendo a sud dalle pianure della Scizia, attraversarono le steppe caucasiche e portarono con loro nell'Asia meridionale i rudimenti delle arti e delle scienze e il culto del sole e del fuoco, che, come asseriva Bailly, poteva essersi originato soltanto in una zona dal clima freddo, e dunque nel «freddo impero della notte polare». Si capisce dunque perché Bailly individuasse negli Atlandidei anche la popolazione degli Sciti che abitava le zone settentrionali dell'Asia. Supporre altre possibilità, concepire ad esempio che questi culti si fossero originati in Persia, in India, o in altri regni orientali — dove il Sole anticamente «bruciava le foglie e consumava i vegetali» e dove il Sole stesso era raffigurato mentre «cavalcava un leone che nella sua furia divorava tutto ciò che gli capitava a tiro» — nell'opinione di Bailly era letteralmente «assurdo». Bailly finì dunque per unire in un tutt'uno mitologico la tradizione di Atlantide con quella della leggendaria terra nordica di Iperborea, narrata e tramandata da storici come Erodoto, Pindaro ed Esiodo.
L'eredità lasciata da Bailly continuò a vivere anche dopo la sua morte. La sua tesi di una "Atlantide Iperborea" era stata comunque sonoramente respinta in un primo momento. Ad esempio lo stesso Jules Verne in qualche modo voleva anche prendere in giro Bailly in Ventimila leghe sotto i mari (1869), quando i suoi personaggi scoprirono la "vera" Atlantide nell'oceano Atlantico. Malgrado tutto, vi furono altri teorici che sostennero le stesse tesi di Bailly: ad esempio nel 1885 William Fairfield Warren, allora professore di teologia sistematica presso la Boston University, scrisse un libro, Paradise Found: The Cradle of the Human Race at the North Pole, per promuovere l'ipotesi secondo la quale il nucleo originario del genere umano provenisse anticamente dal polo nord. In questo lavoro Warren collocò Atlantide al polo nord, così come il giardino dell'Eden, il monte Meru, Avalon e Iperborea.
Anche un'esoterista, Helena Blavatsky, prese molto sul serio le idee di Bailly. Blavatsky fu una delle teorizzatrici della teosofia, una dottrina mistico-filosofica, il cui credo era precisato nel suo libro La dottrina segreta (1888). In quest'opera ermetica, Blavatsky rispolverò la teoria di Bailly (citandolo addirittura ventidue volte), e incorporò l'ipotesi di una "Atlantide Iperborea" all'interno di una pseudostoria (o storia fantastica) che coinvolgeva vari continenti e varie razze umane e semiumane. Atlantide era rappresentata da Blavatsky come un continente polare che si estendeva dall'attuale Groenlandia fino alla Kamčatka e il cui destino si legò indissolubilmente a quello di una razza particolarmente controversa: gli Ariani, che secondo Blavatsky erano una razza superiore, seconda in ordine cronologico tra le razze umane, costituita da giganti androgini dalle fattezze mostruose. Nell'ipotesi pseudostorica di Blavatsky, quando gli Ariani migrarono a sud verso l'India, scaturì da loro una "sotto-razza", quella dei Semiti. Il mito di una "Atlantide Iperborea" fece così ingresso all'interno delle ideologie ariane e antisemite della fine del XIX secolo.
La teoria di Bailly-Blavatsky trovò sostegno tra alcuni degli ideologi ariani viennesi più fantasiosi. Furono proprio questi circoli, come la società Thule (che prendeva proprio il nome della mitica capitale di Iperborea), a derivare molte teorie antisemite e ariane dal lavoro mitologico di Blavatsky, e indirettamente da Bailly (il quale, in realtà, nei suoi lavori, mostrava chiare posizioni antirazziste). I membri della società Thule, in particolare, prestarono un aiuto fondamentale ad Adolf Hitler (che probabilmente aveva letto alcuni libri dei teosofi ariani viennesi quando viveva in Austria) nel fondare il NSDAP, il partito nazista. Uno di loro, Alfred Rosenberg, compagno vicino a Hitler durante gli anni in cui questi stette a Monaco di Baviera, aveva posto il mito di un'Atlantide Iperborea al cuore di un suo voluminoso tomo dottrinale: Il mito del XX secolo (Der Mythus des 20. Jahrhunderts), pubblicato nel 1930. Rosenberg, infatti, incominciò quest'opera assumendo come vera la passata esistenza di Atlantide nel lontano nord e riproponendo quasi integralmente la tesi baillyiana. La tesi di Bailly fu anche ripresa dal filosofo italiano Julius Evola il quale identificava, in Atlantide, un riferimento sulla sede di Iperborea.
Sebbene la maggior parte delle ipotesi su cui si fonda la tesi di un'Atlantide nordica siano ritenute pseudoscientifiche o palesemente inconsistenti sia dalla scienza sia dalla storiografia contemporanee, alcuni isolati scienziati e ricercatori, come il russo Valerij Dëmin, Ph.D., ritengono che Iperborea «sia esistita davvero» nel circolo polare artico.

### Nel Mediterraneo

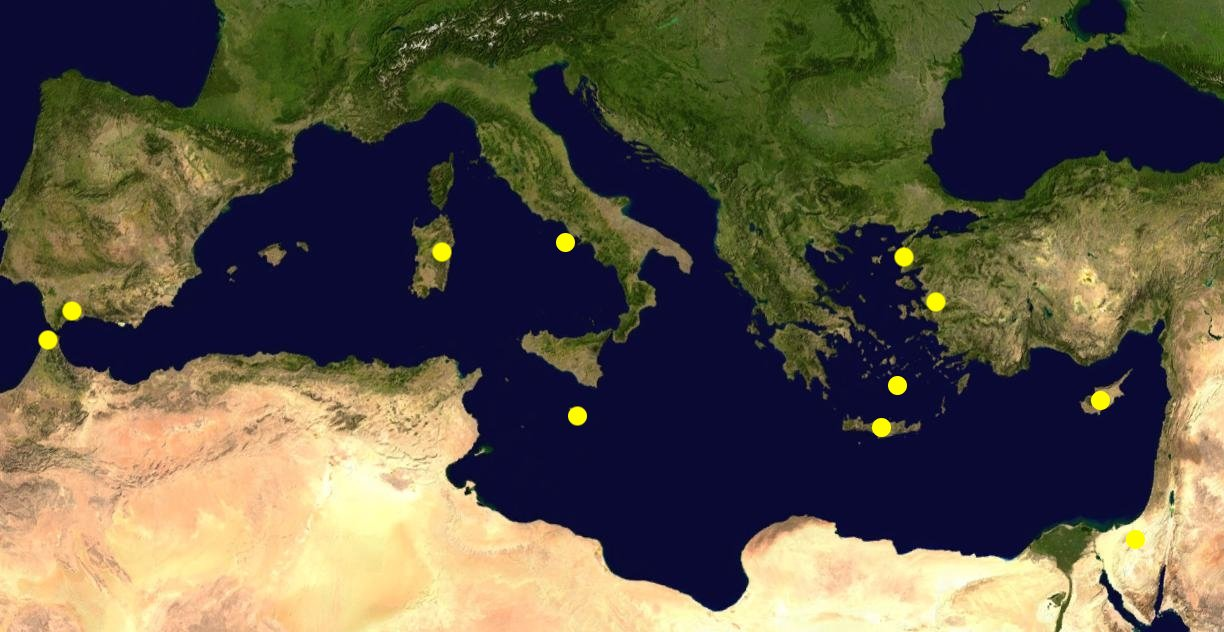
Mappa che riassume diverse ipotesi sulla collocazione di Atlantide nel mar Mediterraneo

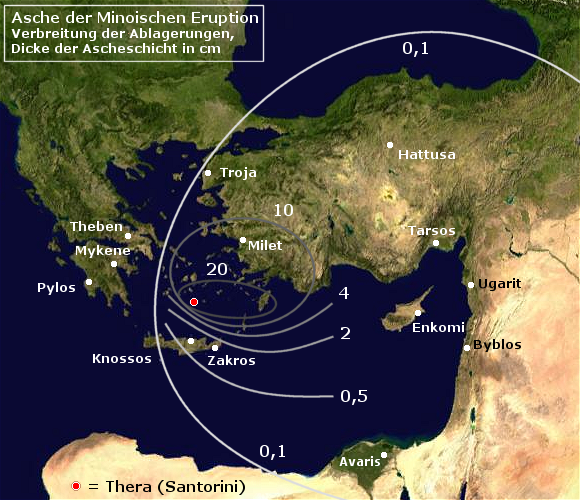
Ipotesi sulla diffusione delle ceneri dell'esplosione dell'isola di Thera

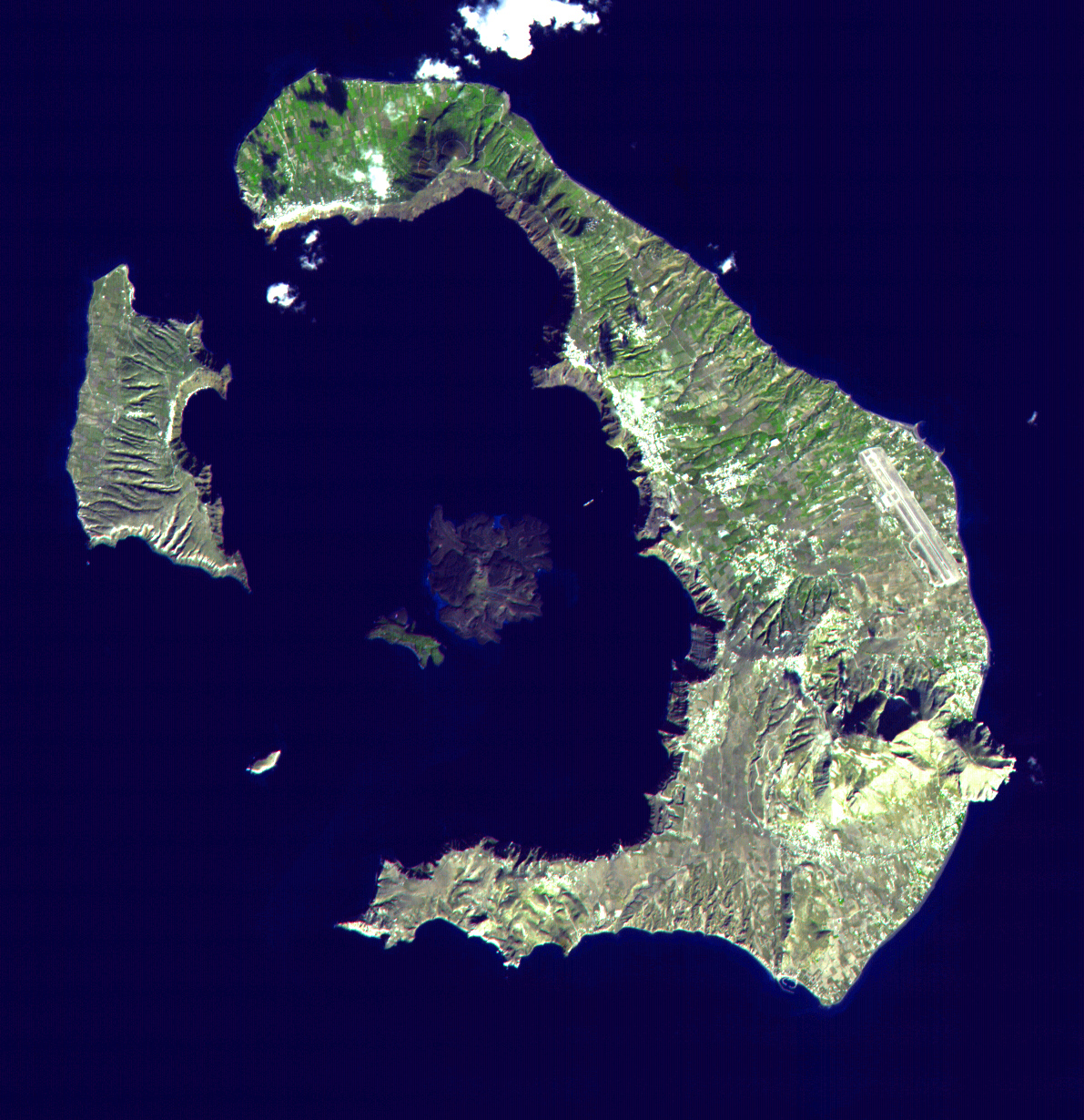
Foto da satellite dell'isola di Santorini, uno dei molti luoghi in cui si è ipotizzata la collocazione di Atlantide

La maggior parte delle ipotesi avanzate di recente indicano la collocazione della mitica isola non più nell'oceano o in altri luoghi troppo remoti (ormai scartati per motivi geologici, cronologici e storici), ma più vicino, nel Mediterraneo o nei suoi immediati dintorni, dove Platone più probabilmente poteva avere tratto i vari elementi per costruire il suo racconto. Le conoscenze geografiche dei Greci all'epoca di Platone erano infatti molto vaghe e limitate al bacino del Mediterraneo, ed erano in realtà sufficientemente precise solo nell'ambito dell'Egeo.
È stato ipotizzato che Platone potesse avere tratto qualche ispirazione dai terremoti e maremoti che non molti anni prima, nel 373 a.C., avevano ingoiato le isole di Elice e Bura. Fu distrutta anche un'isola di nome Atalante, vicino a Locri in Calabria.
Altri studiosi hanno ravvisato somiglianze con il racconto omerico della guerra di Troia, tra i quali Eberhard Zangger che nel 1992 ha elaborato la tesi secondo cui la narrazione di Platone sarebbe un riassunto della storia di Troia dal punto di vista egiziano.
Alcuni identificano con l'isola di Cipro i resti del continente di Atlantide.
Altri hanno pensato al Sahara, che in periodi molto remoti (30 000 anni fa) non era desertico ma ricoperto da foreste lussureggianti e che fu abitato fin dalla preistoria, ma che non trova particolari corrispondenze nel racconto di Platone.

#### Creta
Una tra le teorie più accreditate, studiata e approfondita nella prima metà del Novecento, e indirizzata negli ultimi anni anche in relazione a scavi archeologici condotti in Turchia, sostiene che il mito di Atlantide non sarebbe altro che la memoria deformata nel tempo, della civiltà minoica (civiltà cretese dell'età del bronzo), che ebbe fine intorno al 1450 a.C., in circostanze non ancora ben chiarite. La causa potrebbe essere l'esplosione del vulcano dell'isola di Tera o Thera, attualmente Santorini, eruzione “super-colossale”, classificata di livello 7 (su 8) nell’indice di esplosività vulcanica, una delle eruzioni più distruttive nella storia dell’umanità, che provocò lo sprofondamento parziale dell'isola e giganteschi terremoti: l'esplosione di Thera avrebbe propagato nel Mediterraneo un terrificante maremoto in grado di spazzare via gli insediamenti lungo le coste (le onde si sarebbero diffuse in tutto il bacino dell'Egeo in sole due ore, raggiungendo un'altezza di circa trenta metri), a cui sarebbero seguite entro due-tre giorni le ceneri riversate dall'esplosione vulcanica. Di recente sono stati portati alla luce i resti di un uomo ed un cane sulla costa turca nel sito archeologico di Çeşme-Bağlararası, causati da uno tsunami databile nello stesso periodo in cui esplose Thera. Uno studio recente ha inoltre evidenziato delle analogie letterarie tra il testo platonico su Atlantide e alcuni canti dell'Odissea di Omero. Altri studiosi ritengono comunque improbabile il riferimento al vulcano di Thera, perché mille anni sono troppi per mantenere il ricordo preciso di un evento.

#### Monte Argentario

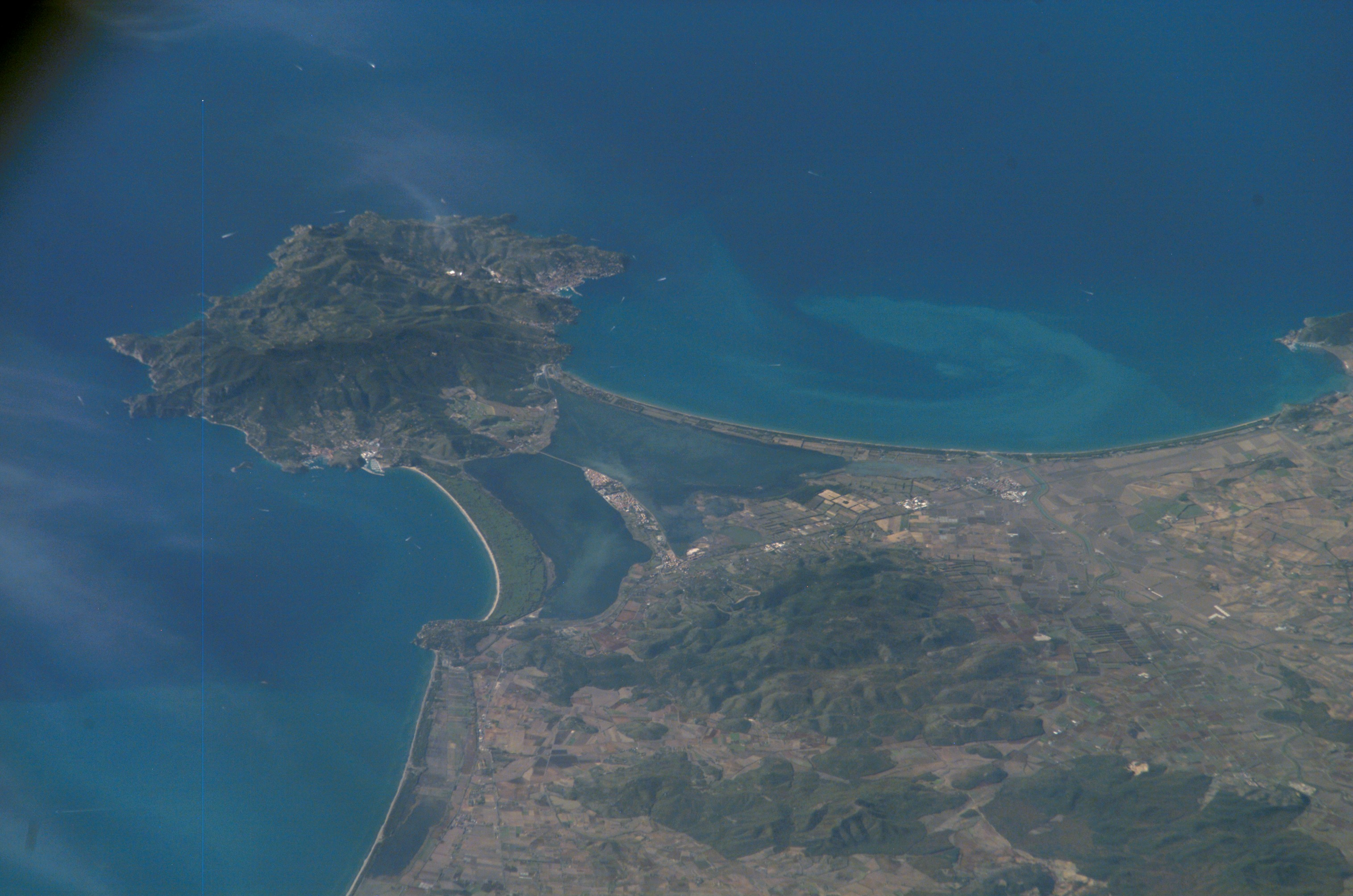
Promontorio dell'Argentario

Ulteriore teoria è stata avanzata da Costantino Cattoi ex colonnello della Regia Aeronautica, collaboratore di Gabriele D'Annunzio e stimato amico di Italo Balbo. Lo studioso, nel 1955, riportò alla luce una serie di opere pre-etrusche, fra le quali un'enorme roccia alta una decina di metri con i lineamenti del volto distintamente abbozzati e il classico copricapo egizio, ritenuta legata alla figura del dio Thot. I ritrovamenti, ritenuti importanti dagli esperti del settore, portarono Cattoi a collaborare con l'antropologo statunitense George Hunt Williamson, l'esoterico peruviano Daniel Ruzo e il francese Denis Saurat, che pur lavorando in modo autonomo, giunsero alle medesime conclusioni, collegando le sculture rupestri italiane, alle simili scoperte a Marcahuasi in Perù, rafforzando la loro convinzione sull'esistenza di un legame tra il promontorio dell'Argentario, quale parte superstite di Atlantide, e il lontano Perù.

#### Sardegna
Una teoria analoga è stata avanzata dal giornalista italiano Sergio Frau nel suo libro Le colonne d'Ercole (2002): le "colonne" di cui parla Platone andrebbero identificate con il canale di Sicilia (che è assai turbinoso, come Platone descrive le Colonne), dunque l'isola di Atlantide sarebbe in realtà la Sardegna: il popolo che edificò gli oltre 7 000 nuraghi coinciderebbe allora con il misterioso popolo dei Shardana o Šerden (dai quali appunto si vorrebbe che la Sardegna abbia preso il nome), citati tra i "popoli del Mare" che secondo le cronache degli antichi Egizi tentarono di invadere il Regno d'Egitto.

#### Sicilia
Tra i numerosi luoghi in cui viene collocata la formidabile minaccia marittima di Atlantide ve ne sono due che riguardano da vicino la Sicilia: l'omonimo canale e Malta. Questa vicinanza ha indotto il maltese Giorgio Grognet de Vassé - fautore della teoria che vede in Malta un residuo di Atlantide - ad asserire che nel museo di Siracusa si conservava un reperto di Atlantide: un capitello. Grognet de Vassé era infatti convinto che gli Atlantidei dopo la distruzione della loro isola si fossero divisi in colonie (lo stesso Antico Egitto, secondo il maltese, non era altro che una colonia atlantidea) e quel capitello richiamava il particolare stile egizio (a suo dire prova inconfutabile della presenza atlantidea in quei luoghi).
Al capitello aggiungeva un idoletto, rinvenuto nei pressi di Scicli e una medaglia rinvenuta a Naxos; anch'essi di presunta provenienza atlantidea. Il maltese tuttavia è stato spesso coinvolto in falsificazioni di iscrizioni o travisamenti di reperti.

#### Parallelismi con la Siracusa dionisiana
Al dialogo Crizia avrebbe dovuto seguire l'Ermocrate; in ordine di successione il terzo protagonista del dialogo platonico. L'Ermocrate siracusano (i pareri intorno alla sua identificazione sono pressoché unanimi) viene accennato nel Crizia e gli sarebbe stato affidato un compito ancora da scoprire:
(Il Crizia 108 B-C-D)
Alcuni studiosi hanno ipotizzato che la trilogia di Atlantide venisse elaborata da Platone durante il suo primo soggiorno alla corte di Dionisio I; suo mecenate. Il fine ultimo sarebbe stato un messaggio politico divulgato dinanzi alla società greca. Ma la morte del tiranno e la mancata organizzazione del festival culturale avrebbero bloccato la stesura della trilogia, rimasta per questo incompiuta. I dialoghi pervenuti vennero infine resi noti, in maniera postuma, dall'accademico Crantore di Atene.
Siracusa viene presa in esame per dimostrare come il filosofo ateniese avesse modellato Atlantide e l'avesse idealizzata in base alla sua esperienza politica e sociale in Sicilia. Una conseguenza dei suoi viaggi in Sicilia.
Lo svedese Gunnar Rudberg, specialista platonico, agli inizi del XX secolo elaborò per primo tale teoria; seguito da numerosi altri studiosi. Ad esempio per Phyllis Young Forsyth solamente Siracusa e la Sicilia offrono dei convincenti parallelismi con Atlantide. Viceversa, Muccioli, autore di un'approfondita opera sul tempo di Dionisio II, ritiene più plausibile l'ipotesi secondo la quale Atlantide va identificata con la decadenza di Atene, mentre ritiene improbabile un'eco della crisi siracusana di IV sec. a.C.
Konrad Gaiser appoggia l'identificazione di Forsyth ma non condivide l'ipotesi secondo cui lo scopo di Platone era di ammonire Dionisio II mostrandogli la cruenta fine di Atlantide: se egli non avesse attuato lo Stato ideale, alla sua città sarebbe toccato quell'infelice destino.
Affine è il pensiero di Mary Louise Gill, la quale sostiene che la serie del Timeo-Crizia-Ermocrate (lasciata intenzionalmente incompiuta da Platone) doveva dare un forte messaggio politico alla società greca del suo tempo, ormai in declino: Atlantide e Atene degenerarono nella corruzione; anche Siracusa si sarebbe dovuta aspettare la punizione di Zeus, poiché era stata corrotta dal potere.
A favore di tale identificazione vi sono molteplici coincidenze tra l'Atlantide platonica e la Siracusa dionisiana:
- Il punto di forza di Atlantide era il controllo dei mari con le sue navi. Siracusa era temuta dai Greci per lo stesso motivo.[137]
- Atlantide controllava l'Africa, bloccandosi al confine dell'Egitto, e l'Europa fino al mar Tirreno.[138] La Siracusa dionisiana aveva fondato colonie sull'Adriatico e sul Tirreno. Sempre acceso fu inoltre il conflitto con le forze africane dei Punici.[131][139]
- La descrizione fisica dell'isola di Atlantide: vi era un vulcano identificabile con l'Etna; una fertile piana circondava la capitale, qui identificabile con la piana di Catania;[140] la capitale di Atlantide si estendeva su quattro cerchi concentrici, allontanandosi dal palazzo del potere che era posto sull'isola centrale, così come la Siracusa dionisiana poneva il palazzo dei tiranni nell'isola di Ortigia e - pur senza cerchi concentrici - divideva la propria area urbana in quattro città diverse (Neapolis, Tiche, Acradina, Epipoli), ciascuna protetta da proprie fortificazioni.[140]
- L'estrema varietà di armamenti e reparti militari che caratterizzavano l'esercito di Atlantide, sarebbe stata ispirata dall'esercito, prettamente mercenario, di Dionisio I, nel quale le milizie di ciascun popolo erano esortate a usare le armi tipiche dei propri Paesi di provenienza.[141]

La potenza di Atlantide trovò infine la sua nemesi in Atene (l'altra società perfetta di Platone); quando decise di conquistarla ne fu sconfitta. Atene fu la rivale di Siracusa (le due capitali della grecità; le due mete politiche di Platone) ma Atene cercò lo scontro con Siracusa, non venne da questa attaccata.
Mary Louise Gill (che non identifica una città precisa con Atlantide) intravede la possibile spiegazione nel terzo dialogo platonico (perduto o mai scritto) volto idealmente nell'epoca di Ermocrate: l'Atlantide corrotta rappresentava l'Atene di Alcibiade, mentre Siracusa rappresentava l'Atene ancora pura che sconfisse le mire espansionistiche di Atlantide. Ma come l'Atene antica, anche Siracusa si fece a sua volta corrompere dal potere, mettendo al comando i tiranni.

#### Spagna
Una tra le molte teorie collocherebbe Atlantide in Spagna, precisamente in Andalusia, vicino a Cadice. È l'opinione dello studioso tedesco Rainer Kuehne che si avvale di rilevazioni satellitari, attribuite però a Georgeos Dìaz-Montexano. Qualcosa combacia, come la forma delle strutture rilevate e l'ambientazione vicino a montagne (in questo caso la Sierra Morena e la Sierra Nevada), come le descrizioni di Platone, in cui sono anche presenti ricche miniere di rame. Tuttavia, se avesse ragione Kuehne, non si tratterebbe di un'isola, come vuole la tradizione, e le dimensioni rilevate dal satellite non combaciano con quelle di Platone.
Un'altra teoria vuole Atlantide nelle isole Canarie nell'oceano Atlantico (che sono effettivamente oltre le Colonne d'Ercole ovvero lo stretto di Gibilterra), malgrado la più antica civiltà di quell'arcipelago sia stata quella neolitica.

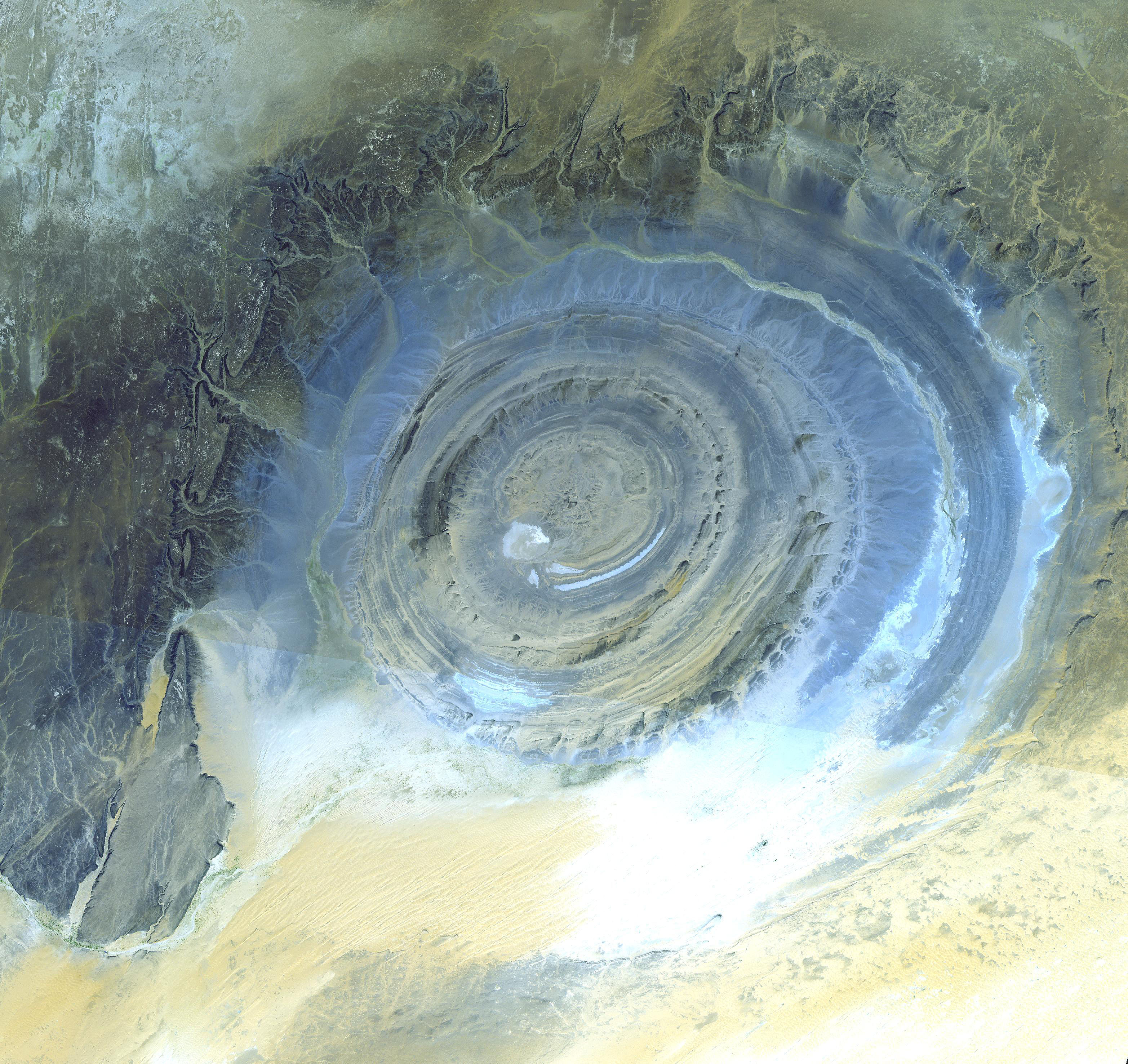
Immagine ripresa dallo spazio della struttura di Richat, ben visibili i tre cerchi rocciosi, che secondo la teoria sarebbero le tre isole concentriche dell'antica Atlantide. Così come le montagne a nord della struttura, anche questo dettaglio coinciderebbe con la descrizione dell'ambiente circostante la città fatta da Platone.

## Atlantide nella cultura di massa

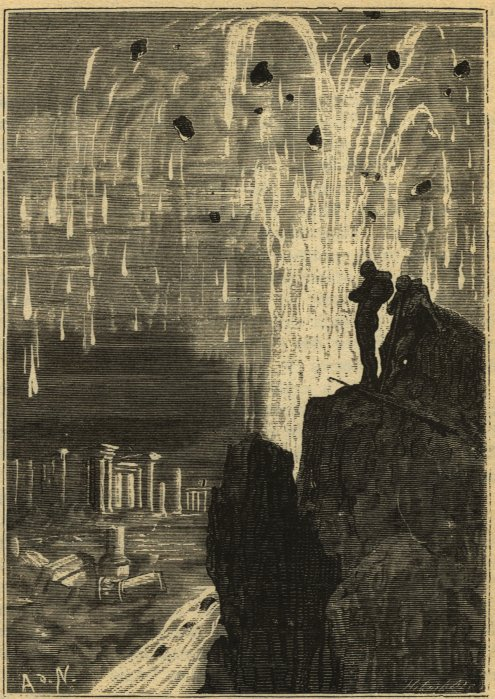
Le rovine di Atlantide in un'illustrazione di Alphonse de Neuville ed Edouard Riou, dall'edizione di Hetzel di Ventimila leghe sotto i mari di Jules Verne

Ad Atlantide sono state dedicate alcune migliaia di libri e saggi. Un catalogo bibliografico incompleto della letteratura sull'Atlantide, compilato nel 1926 da J. Gattefossé e C. Roux, comprendeva 1 700 titoli.
Una lista completa delle apparizioni di Atlantide nei mass media moderni è troppo estesa per poterla inserire qui. Questa è una selezione.

### Narrativa
- Il classico di Jules Verne Ventimila leghe sotto i mari (1870) comprende una visita alle rovine sommerse di Atlantide. Scesi dal sottomarino Nautilus, il capitano Nemo conduce il professore Aronnax verso la città leggendaria in una delle tante passeggiate in scafandro del libro (nel capitolo IX della seconda parte del romanzo). La città sarebbe situata a 300 metri di profondità sul fondo dell'oceano Atlantico, al centro di un bosco sottomarino dietro a un promontorio sommerso.
- Atlantide. I figli dell'abisso è un romanzo fantastico avventuroso di Yambo (Enrico Novelli) del 1901; sullo stesso tema l'autore realizzò il fumetto Gli uomini verdi (1935), una delle primissime storie italiane di fantascienza a fumetti.
- Nel suo celebre romanzo L'Atlantide (1919), Pierre Benoît immagina i discendenti del continente perduto nel Sahara; il romanzo di Benoît ha ispirato la maggior parte dei film successivi sul tema.
- Nel romanzo Aėlita (1922), Aleksej Nikolaevič Tolstoj fa ritrovare i superstiti degli Atlantidei sul pianeta Marte.
- Il romanzo breve di Arthur Conan Doyle L'abisso di Maracot (The Maracot Deep, 1929), tradotto anche come L'abisso di Atlantide,[146] narra le avventure di tre scienziati che scoprono, con l'ausilio di un batiscafo ottocentesco, una civiltà ancora fiorente sul fondo dell'oceano Atlantico. Tale popolazione approverebbe i dialoghi di Platone.
- Lost Continent., un racconto parte dei Libri di Aleister Crowley, offre un resoconto fantastico basato sulle idee di Crowley sulla civiltà ideale, con accenni di satira sociopolitica.
- Nei racconti fantasy di Robert E. Howard su Conan il barbaro (1932) il popolo barbarico dei Cimmeri, di cui fa parte il protagonista titolare, sono i discendenti del popolo di Atlantide, che si sono devoluti dopo il cataclisma che ha inabissato il continente e a seguito di lunghe guerre contro diversi popoli ostili. Prima dell'ideazione di Conan, nel 1929 Howard aveva creato Kull di Valusia, guerriero atlantidese le cui avventure sono ambientate prima del cataclisma.
- Nel romanzo Il nipote del mago (1955), di Clive Staples Lewis, che secondo la cronologia della trama è il primo del ciclo Le cronache di Narnia, lo zio Andrew riferisce al nipote Digory Kirke che gli anelli, che permettono di viaggiare fra mondi diversi, dispongono di questo potere perché sono stati trattati con una polvere magica che Andrew scoprì provenire da Atlantide.
- La caduta dell'isola di Númenor ne Il Silmarillion (1977) di Tolkien ricorda molto da vicino il mito di Atlantide. Nella cornice dell'opera, l'evento viene ricordato come "La Caduta" - che nella lingua elfica inventata da Tolkien diventa "Atalantë". Dato che l'opera di Tolkien intende descrivere una "mitologia immaginaria" del nostro mondo, l'implicazione evidente è che Númenor sia di fatto Atlantide.
- Le luci di Atlantide (Web of Light - Web of Darkness, 1983; nelle successive edizioni: Fall of Atlantis) di Marion Zimmer Bradley.
- In Buona Apocalisse a tutti! (1990) di Neil Gaiman e Terry Pratchett, il giovane Anticristo fa risorgere Atlantide dalle acque.
- Il romanzo fantascientifico Il codice di Atlantide (2001) di Stel Pavlou presenta Atlantide, situata al polo sud, come la città "sopita" di un'antica civiltà molto avanzata, pronta però a risvegliarsi come una bomba a orologeria nel momento (previsto dagli Atlantidei con calcoli astronomici) in cui il Sole avrebbe messo in pericolo la Terra.
- Clive Cussler, Atlantide (2002). Dirk Pitt (l'eroe creato dall'autore) è alla scoperta dei segreti degli Amenes tra mille pericoli nell'oceano Antartico.
- Nel romanzo per ragazzi Nina e l'Occhio Segreto di Atlantide (2005) della scrittrice italiana Moony Witcher, Nina raggiunge Atlantide per liberare l'arcano dell'Acqua intrappolato dal conte Karkon.
- In cerca di Atlantide (2007), thriller di Andy McDermott.
- Cronache di Atlantide (2010), romanzo di Steve Coldwell, basato sul racconto platonico.
- Nel romanzo di Anne Rice Prince Lestat and the Realms of Atlantis (2016), Amel, lo spirito a cui il vampiro Lestat è legato, si rivela essere stato il sovrano di Atlantide durante la propria vita mortale.

### Atlantide al cinema

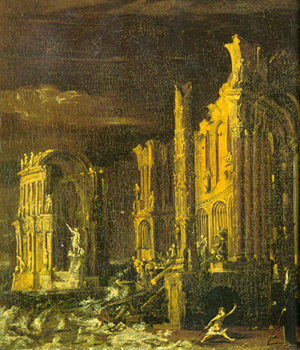
La caduta di Atlantide in un dipinto di Monsù Desiderio (inizi XVII secolo)

Ad Atlantide si è ispirato numerose volte il cinema, soprattutto quello di fantascienza e il filone fanta-mitologico:
- L'Atlantide (1921) di Jacques Feyder, tratto dall'omonimo romanzo di Pierre Benoît.
- Aėlita (Mežrobpom, 1924), film kolossal sovietico di Jakov Protazanov tratto dall'omonimo romanzo di Aleksej Nikolaevič Tolstoj.
- L'Atlantide (Die herrin von Atlantis, 1932) di Georg Wilhelm Pabst, seconda versione del romanzo di Benoît.
- Atlantide (Siren of Atlantis, 1949) di Gregg G. Tallas, terzo adattamento del romanzo di Benoît.
- Totò sceicco, commedia italiana del 1950 di Mario Mattoli, parodia di tutti i film ispirati alla storia di Benoît.
- Il continente scomparso (Lost Continent, USA 1951) di Sam Newfield.
- Atlantide, il continente perduto (Atlantis, the Lost Continent, 1961) di George Pal.
- Antinea, l'amante della città sepolta (1961) di Edgar G. Ulmer e Giuseppe Masini, quarto adattamento del romanzo di Benoît.
- Ercole alla conquista di Atlantide (1961) di Vittorio Cottafavi.
- Le 7 città di Atlantide o I signori della guerra di Atlantide (Warlords of Atlantis) di Kevin Connor (1978).
- L'isola degli uomini pesce (1979) di Sergio Martino.
- I predatori di Atlantide (1983) di Ruggero Deodato
- L'Atlantide, film del 1992 di Bob Swaim, quinto adattamento del romanzo omonimo di Benoît.
- Gamera - Daikaijū kuchu kessen (1995) di Shūsuke Kaneko, in cui viene rivelato che gli Atlantidei crearono i mostri Gamera e Gaos.
- Atlantis - L'impero perduto (Atlantis: The Lost Empire, USA 2001), lungometraggio d'animazione prodotto dalla Disney e ispirato alle atmosfere di Verne.
- Atlantis - Il ritorno di Milo (Atlantis - Milo's return 2003), il seguito di Atlantis - L'impero perduto.
- Viaggio nell'isola misteriosa (Journey 2: The Mysterious Island) di Brad Peyton (2012), basato su L'isola misteriosa di Verne.
- Aquaman (Aquaman, 2018) di James Wan, basato sull'omonimo personaggio della DC Comics, è ambientato per buona parte nel regno di Atlantide, di cui una piccola parte era stata mostrata in Justice League (2017).
- Godzilla II - King of the Monsters (Godzilla: King of the Monsters), di Michael Dougherty. Godzilla, dopo la prima sconfitta subita da Ghidorah si ritira nella sua dimora situata negli abissi dell’oceano Atlantico coincidente appunto con la città di Atlantide.
- Cold skin - La creatura di Atlantide. (2015).

### Serie TV
- L'uomo di Atlantide (1977-1978), con Patrick Duffy che interpreta un sopravvissuto del continente perduto dotato di poteri sovrumani.
- Il segreto del Sahara (1988), miniserie di coproduzione italiana che, pur dichiarandosi "ispirata all'opera di Emilio Salgari" (senza precisare quale), mostra evidenti influenze del romanzo di Benoît.
- Stargate Atlantis, serie TV realizzata come spin-off di Stargate SG-1 e ambientata nella città di Atlantide riscoperta nella galassia di Pegaso.
- Atlantis, serie TV realizzata da BBC One a partire dal 2013 e ambientata in questa città leggendaria.

### Fumetti e animazione
- Nell'universo DC, sia Aquaman sia Lori Lemaris proverrebbero da un'Atlantide sommersa; nel caso di Lori Lemaris il suo popolo sopravvisse trasformandosi in sirene e tritoni.
- Nell'universo Marvel un popolo analogo, dalla pelle blu e branchiato, viene governato dal principe Namor il Sub-Mariner.
- Il disegnatore belga Edgar P. Jacobs ha ambientato ad Atlantide una delle avventure del ciclo Blake e Mortimer (L'enigma di Atlantide, 1955).
- Atlantide ha un ruolo centrale nelle avventure di Martin Mystère, il detective dell'impossibile ideato dall'italiano Alfredo Castelli nel 1982 per Sergio Bonelli Editore. Secondo le ricerche del prof. Mystère, Atlantide e Mu erano due imperi o civiltà rivali, tecnologicamente molto avanzate e in cui parte della popolazione era dotata di poteri telepatici o magici, che si autodistrussero a causa di un'arma muviana impazzita, dopo secoli di convivenza caratterizzati da periodi alterni di conflitto aperto e guerra fredda, ricacciando l'umanità nella barbarie. La capitale di Atlantide era Poseidonia, la "città dei cinque anelli", mentre la capitale di Mu era Corinna, "perla d'oriente". Nel 1982, all'epoca dell'uscita della serie, era evidente il riferimento alla guerra fredda e alle due superpotenze USA e URSS che si spartivano l'influenza su diverse aree geografiche. Nella serie a fumetti, in particolare, la sfera d'influenza di Atlantide era il continente americano e l'Europa. Resti della stessa Atlantide compaiono, con importanza secondaria, anche in storie facenti parte dello stesso universo narrativo, ma su collane dedicate a differenti personaggi bonelliani (Zagor, Mister No e Nathan Never). La cosiddetta saga di Atlantide di Nathan Never (1996) narra dello scontro finale tra l'Agenzia Alfa e i signori di Atlantide, che stanno tentando di riportare sulla Terra da un limbo al di fuori dello spazio e del tempo il centro del perduto continente, unica zona sopravvissuta alla distruzione totale delle antiche civiltà di Mu e di Atlantide.
- In Topolino e l'Atlantide continente perduto (sceneggiatura di Giorgio Pezzin, disegni di Massimo De Vita, 1987), facente parte del filone di storie sulla macchina del tempo del professor Zapotec, Topolino e Pippo assistono alla distruzione di Atlantide causata da un meteorite.[147]
- Sempre sull'albo Topolino una serie legata alla ricerca di Atlantide con i vari capitoli dislocati nel corso degli anni e ideata da Casty, che vede Topolino, Pippo e l'archeologa Eurasia Tost confrontarsi anche con la misteriosa Società delle Lepri Viola. Il primo racconto Topolino e il Colosso di Rodi (sceneggiatura di Casty, disegni di Cavazzano) è del 2005, il secondo Topolino e le miniere di Fantametallo (sceneggiatura e disegni di Casty) è del 2011, il terzo Topolino ed il raggio di Atlantide (sceneggiatura e disegni di Casty) è del 2016, e il quarto e per ora ultimo Topolino e la Spectralia Antartica (sceneggiatura e disegni di Casty) è del 2024.
- Anche Hugo Pratt, con Corto Maltese affronta il tema, correlandolo al mito di Mu. In Mu la città perduta (1988), l'ultima storia del ciclo di Corto, Atlantide sarebbe stata la potente colonia orientale ribellata all'impero di Mu.
- Nella serie animata italiana Huntik - Secrets & Seekers (2009-2011), ad Atlantide si trova l'Amuleto della Volontà, un talismano che può richiamare il Titano dell'Immortalità Overlos. Nell'episodio in cui appare Atlantide è una città sommersa nel mar Mediterraneo, a cui si può accedere attraverso un passaggio segreto situato tra le rovine del tempio di Poseidone a Capo Sounion.
- Atlantis - C'Sir, Principessa Shardana e il mistero della Cassa Nuziale trafugata (2007), romanzo a fumetti di Enzo Marciante, riprende la teoria di Sergio Frau. Narra di un'isola meravigliosa in mezzo al Mediterraneo d'Occidente e delle peripezie di una principessa sfortunata, in un sogno-avventura nel mondo Shardana.
- Il mito è protagonista di un episodio della serie animata Ai confini dell'universo.
- Atlantide appare anche in un episodio di Tartarughe Ninja alla riscossa, in cui Shredder intende prendere il controllo del continente sprofondato, più un episodio della serie Tartarughe Ninja del 2003: alleati dei mutanti protagonisti diventano i sovrani delle due versioni animate, rispettivamente Ali-Sel-Malik e Versallia.
- In un episodio di Transformers: Generation One (1986) i Decepticon scoprono l'esistenza di Atlantide, e si alleano con i suoi abitanti per sconfiggere gli Autobot.
- Nei primi episodi di Transformers: Cybertron, Vector Prime identifica nel simbolo di Atlantide, indossato su una maglietta da un personaggio umano, una reliquia cybertroniana chiamata Omega Lock. Negli episodi seguenti Atlantide si rivela essere un'antica nave cybertroniana giunta per stabilire un ponte spaziale sulla Terra e viene ritrovata sommersa nel Triangolo delle Bermude.
- Si fa cenno ad Atlantide (Atlantean) anche in Zak Storm essendo la co-protagonista una principessa del mondo sottomarino.
- Nell'ottava puntata della serie animata Netflix Inside Job (2021), viene rivelato che il continenete di Atlantide con l'immensa civiltà è tuttora esistente ed è visibile dallo spazio, venendo quindi celata dai servizi segreti.

#### Anime e manga
- Nel manga (e poi anche anime) Fantaman (1964) il personaggio omonimo è un eroe atlantideo "resuscitato".
- Nel manga e anime One Piece, il regno antico è un chiaro riferimento ad Atlantide. Viene descritto come un regno vasto, potente e prosperoso. Viene raffigurato come un'isola e viene fatto intendere che il governo mondiale l'abbia distrutto perché se si fosse saputa la storia del regno, avrebbe costituito una minaccia.
- Toriton, protagonista del manga e anime omonimo, è un membro della stirpe dei Tritoni, abitanti di Atlantide.
- In Nadia - Il mistero della pietra azzurra (1990-1991), serie anime della Gainax liberamente ispirata a Ventimila leghe sotto i mari di Verne, la civiltà di Atlantide era una colonia fondata da alcuni alieni giunti sulla Terra, di cui alcuni dei protagonisti della storia sono gli ultimi discendenti.
- Nell'anime tratto dal manga Yu-Gi-Oh! (poiché la storia nel manga originale è assente), Atlantide era un regno leggendario di pace e giustizia, dedito alla scienza e alla pacifica convivenza tra gli esseri umani e il regno ultraterreno dove dimoravano i ka generati dagli uomini. Questo fino al giorno in cui gli abitanti di Atlantide conobbero le emozioni negative, tramutandosi a loro volta in ka maligni divorati dall'oscurità. Dartz, il sovrano di Atlantide, tentò allora di risvegliare Leviathan, un dio caduto che sperava potesse purificare nuovamente il suo regno distruggendo tutti i ka (ma in realtà era stato proprio lui a portare l'oscurità su Atlantide), ricorrendo al potere proibito del Sigillo di Orichalcos. Suo padre e sua figlia tentarono di fermarlo radunando un esercito di ka benigni, ma pur venendo sconfitti riuscirono a far sì che i tre Cavalieri di Atlantide potessero sigillare Leviathan e far sprofondare la città nell'oceano. Diecimila anni dopo Dartz ritorna con un nuovo seguito di servitori per tentare nuovamente di risvegliare Leviathan, ma viene sconfitto da Yami Yugi.
- I cieli di Escaflowne (天空のエスカフローネ?, Tenkū no Esukafurōne,  in inglese The vision of Escaflowne) (1996), anime da cui sono stati tratti due manga. Il protagonista maschile, principe Van Fanel, è discendente da parte di madre dai draconiani, discendenti a loro volta dai popoli di Atlantide, popolo per altro considerato funesto e dotato di ali bianche da angelo che all'avvicinarsi della morte diventano nere (come accade infatti a Folken Fanel, fratello maggiore di Van).
- Aquarion (創聖のアクエリオン?, Sōsei no Akuerion, Aquarion della Sacra Genesi) è una serie anime del 2005 ideata da Shōji Kawamori dove i nemici dell'umanità sono gli Angeli delle Tenebre, residenti nella città di Atlandia (indicata in un episodio come Atlantis).
- Nel manga I Cavalieri dello zodiaco - The Lost Canvas - Il mito di Ade (2006-2011) parte della storia si svolge ad Atlantide.
- Nell'anime Moby Dick 5 una guerra nel lontano passato ha causato l'annientamento reciproco di Atlantide e Mu. Il regno di Atlantide, letteralmente scagliato nello spazio dal cataclisma, sta tornando per dominare il pianeta: a questa invasione si oppongono le reincarnazioni di alcuni guerrieri muviani, aiutate da una gigantesca balena robotica e dalla figlia cyborg del re di Mu.

### Videogiochi e giochi di ruolo
- Nell'ambientazione di Mystara del gioco di ruolo Dungeons & Dragons, l'impero di Alphatia è ispirato al mito di Atlantide. Nell'avventura La prova dei signori della guerra (CM1 - Test of the Warlords di Douglas Niles (1984)) ci si riferisce a esso addirittura con il nome di Atlantide, e il continente su cui è situato subisce infine la stessa sorte della leggendaria città, sprofondando nell'oceano. Sempre in Dungeons & Dragons, l'ambientazione Blackmoor, inizialmente stand-alone, venne poi integrata nell'ambientazione Mystara, assumendo l'identità di un'antica civiltà tecnologicamente molto avanzata, distrutta poi dalla furia degli dei, proprio come Atlantide.
- Il gioco di ruolo Rifts (1990).
- Atlantide è il soggetto di un videogioco d'avventura, Indiana Jones e il destino di Atlantide (Indiana Jones and The Fate of Atlantis, 1992) della LucasArts. Nel gioco, il protagonista lotta contro i nazisti per ritrovare Atlantide e per fermare la loro scoperta dei segreti del mitico oricalco.
- In Eternal Champions (1993), della SEGA, il personaggio di Trident era stato creato dagli scienziati di Atlantide per combattere una guerra contro i Romani.
- Nel primo episodio della saga di videogiochi di avventura di Tomb Raider (1996), la protagonista archeologa Lara Croft deve svelare un mistero riguardo a un oggetto magico che si trova in Atlantide, dove nell'ultima parte del gioco si recherà alla ricerca dell'artefatto (anche se, in effetti, arriva qui per distruggere il manufatto, lo Scion di Atlantide, pronuncia Schìon, rubatole da un'ex-regina del regno perduto, Natla).
- Atlantide (1997) è un videogioco italiano punta e clicca, sviluppato da Colors - Arti Multimediali e distribuito da AdMedia Publishing, che ritrae le gesta di Theo Mavik (mite londinese) intento a salvare Atlantide da un blocco temporale.
- Nell'espansione del gioco strategico in tempo reale Signore dell'Olimpo - Zeus intitolata Signore di Atlantide - Poseidon (2001) il giocatore ha la possibilità di intraprendere delle missioni atte a espandere i domini atlantidei dalle Americhe sino al Medio Oriente. Il gioco s'ispira all'ipotesi fantastica per cui lo sviluppo culturale mondiale sia dovuto alle interazioni fra le popolazioni indigene e gli Atlantidei, e alla volontà di questi ultimi di rendere disponibili le proprie conoscenze, secondo intenzioni pacifiche.
- Atlantide è il luogo d'origine di Arkantos, protagonista del videogame di strategia in tempo reale Age of Mythology (2002); gli Atlantidei sono inoltre una delle quattro civiltà utilizzabili nell'espansione Age of Mythology: The Titans (2003): qui gli abitanti dell'isola vengono rappresentati come i protetti dei titani greci Gaia, Crono e Urano, in seguito a un'alleanza stretta fra Titani e popolo di Atlantide.
- Il gioco di ruolo Maghi: il risveglio (2005).
- In Marvel: La Grande Alleanza (2006), un episodio prevede un viaggio del team in Atlantide, per soccorrere Namor dalle grinfie del ribelle Attuma che ha preso il potere.
- In God of War: Ghost of Sparta (2010) per PlayStation Portable, il protagonista Kratos si reca ad Atlantide per trovare spiegazione ai sogni premonitori sulla madre scomparsa. Successivamente, uccidendo il mostro Scilla, viene compromesso il meccanismo che tiene a galla il continente, il quale affonda.
- In Assassin's Creed: Odyssey Atlantide è un mondo collegato ai manufatti della Prima Civilizzazione (Le mele dell'Eden), e sorvegliato dal matematico Pitagora.
- La trilogia videoludica degli anni 90 per PC di The Journeyman Project, ovvero The Journeyman Project: Pegasus Prime, The Journeyman Project 2: Buried in time e The Journeyman Project 3: Il retaggio del tempo ha come protagonista l'Agente 5 dell'agenzia di sicurezza temporale GAGE BLACKWOOD, interpretato dall'attore Jerry Rector, che viaggia indietro nel tempo toccando mete come Atlantide, El Dorado, Shangrila e altri luoghi della storia.

### Musica

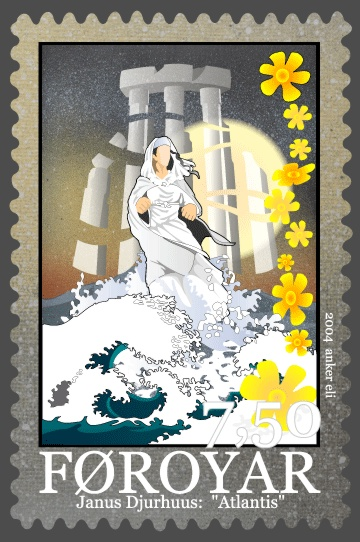
Francobollo emesso dalle Isole Fær Øer (2004)

- Atlantis è un singolo del 1968 del cantautore britannico Donovan.
- Atlantide è un album del 1972 del gruppo musicale The Trip.
- Atlantis è una canzone del 1987 del cantante Tom Hooker.
- Atlantide è un gruppo musicale che nel 1976 ha inciso l'album Francesco ti ricordi.
- Atlantide è citata nella canzone Ti sento dei Matia Bazar.
- Return To Atlantis è un brano di musica trance del 1999 prodotto dalla band Liquid Childs.
- Atlantide ha ispirato un brano strumentale dei The Shadows, degli album della band olandese Earth and Fire e della band black metal britannica dei Bal-Sagoth.
- Atlantide è una canzone di Francesco De Gregori contenuta nell'album Bufalo Bill.
- Visions of Atlantis sono una band di Symphonic metal austriaca formatasi nel 2000.
- Atlantide è citata nel brano Atlantis dell'album della band heavy metal Marshall intitolato Garden Of Atlantis.
- Il gruppo di neoprogressive Pallas ha inciso un concept album dal titolo The Sentinel, in cui si racconta una variante fantascientifica della storia della fine di Atlantide.
- Il mito di Atlantide ha ispirato un concept album della band progressive-power metal Symphony X intitolato V. Nella vicenda di quest'album si parla del figlio del Sole che raggiunge le coste d'Egitto.
- Franco Battiato si è ispirato al mito di Atlantide per l'omonima canzone contenuta nell'album Caffè de la Paix (1993).
- Atlantide è un tema ricorrente nei testi del gruppo Epic/Heavy Metal Manilla Road.
- Atlantis viene citata nel testo della canzone Faded di Alan Walker, il testo parla proprio della città e del senso di perdizione.
- Max Gazzè si è ispirato al mito di Atlantide per la canzone Il diluvio di tutti contenuta nell'opera elettronico-orchestrale Alchemaya (2018).

## Altreisole perdute
Tra le altre ipotetiche terre perdute, le più famose sono le isole di Avalon e Thule, oltre agli ipotetici continenti di Lemuria e di Mu (entrambi "nati" nella seconda metà dell'Ottocento). Il filosofo greco Evemero nelle sue opere narra di una simile isola leggendaria di nome Pancaia.